# 桜島
桜島（さくらじま）は、日本の九州南部、鹿児島県の鹿児島湾（錦江湾）北部に位置する東西約12km、南北約10 km、周囲約55 km、面積約77 km2の活火山。鹿児島県指定名勝。
かつては島だったが、1914年（大正3年）に大正大噴火して鹿児島（錦江）湾東岸の大隅半島と陸続き（つまり）半島になっている。

## 概要

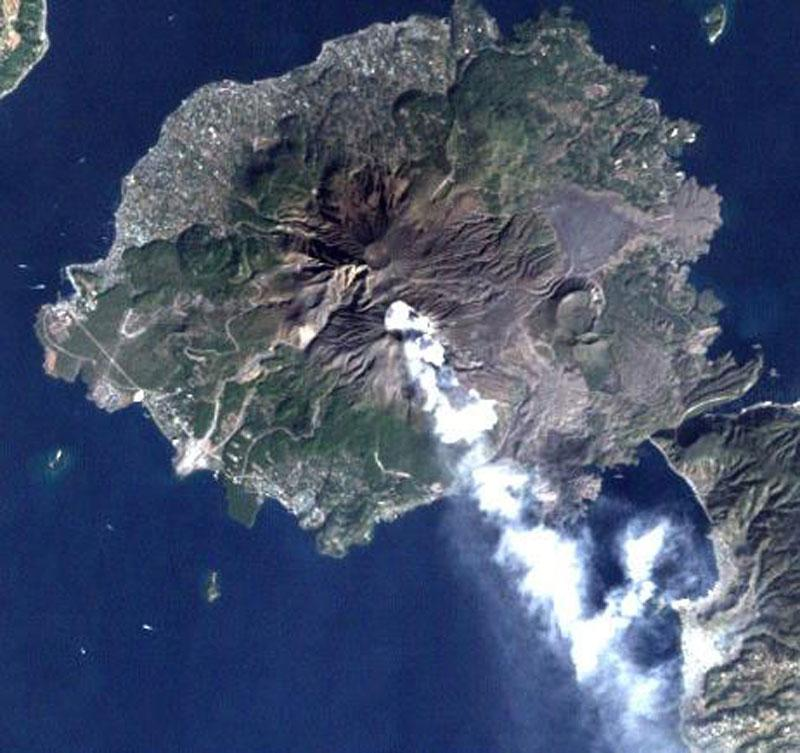
衛星から見た桜島

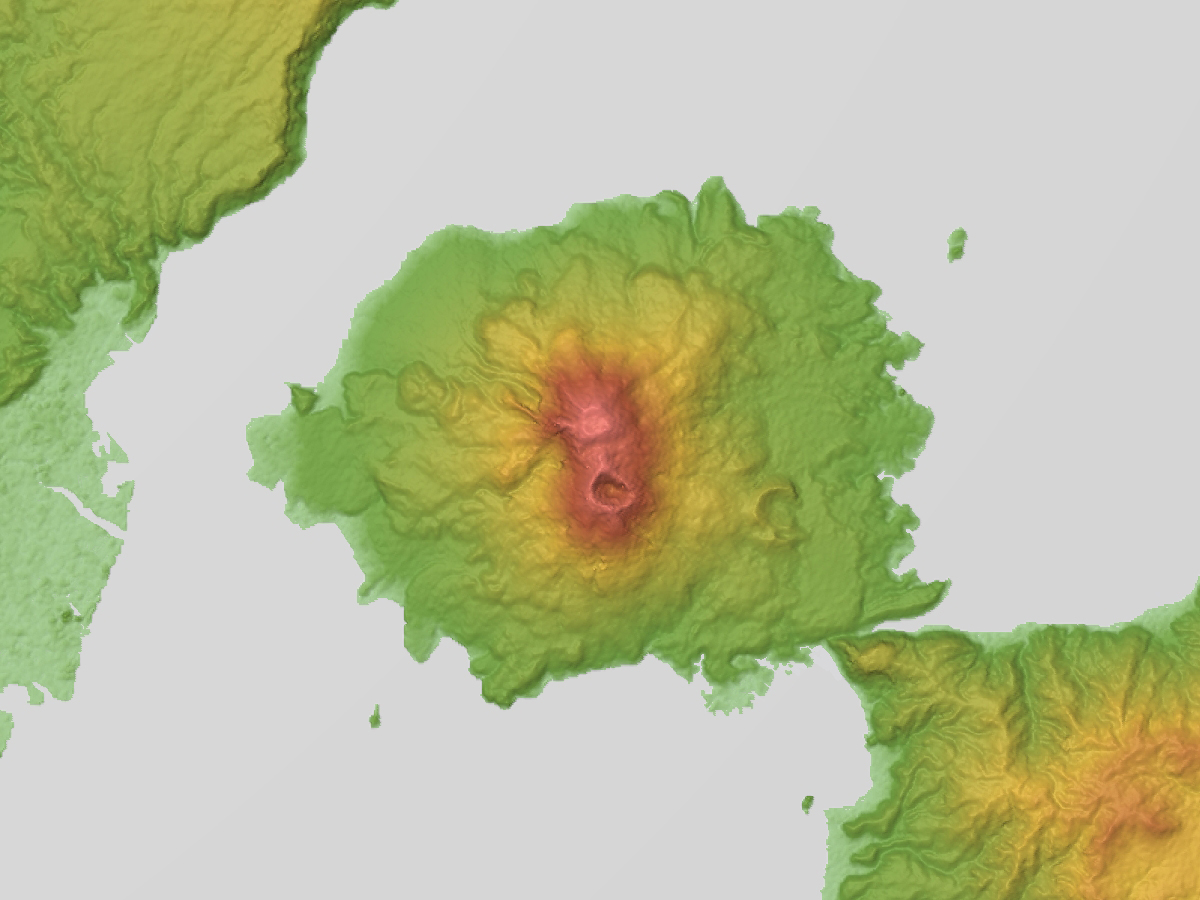
地形図

桜島火山は鹿児島湾北部に位置する直径約20kmの姶良カルデラ南縁付近にあり、このカルデラは2.9万年前の巨大噴火で誕生し、その3千年ほど後に桜島火山が誕生した。日本の火山の中では比較的新しい火山である。桜島火山は有史以来、噴火を頻繁に繰り返してきた。噴火の記録も多く、現在もなお活発な活動を続けている。海の中にそびえるその山容は特に異彩を放っており、鹿児島のシンボルの一つとされ、観光地としても知られている。2007年に日本の地質百選に選定された。国際火山学及び地球内部化学協会が指定する防災十年火山の一つだった。
また、火山噴火予知連絡会によって火山防災のために監視・観測体制の充実等の必要がある火山に選定されている。

## 行政区分
1889年（明治22年）に町村制が施行され、行政区域は西桜島村、東桜島村 に分かれる。東桜島村は1950年（昭和25年）10月に鹿児島市に合併され、西桜島村は後に桜島町と改名するが、2004年（平成16年）11月に同じく鹿児島市に合併され、現在に至る。現在、桜島は全域が鹿児島市に属し、桜島地区では7,329haの区域が霧島錦江湾国立公園に指定されている。

## 地理

集落と山の地図

桜島の大部分を構成する御岳は南北に並ぶ北岳、中岳、南岳から成り、山腹に多くの側火山を配する。これらを総称して御岳（おんたけ） と呼ばれる。山裾が海まで伸びているため平地はほとんどないが、北西部と南西部の海岸沿いに比較的なだらかな斜面があり、農地として利用されている。

### 御岳
北岳（標高1,117 m）
桜島の最高峰。山頂に直径約500 mの火口があり、雨が降ると池ができることもある。有史以来、山頂火口から噴火した記録はないが、北東斜面に安永大噴火の火口がある。
中岳（標高1,060 m）
北岳から約900 m南に位置する。有史以来噴火の記録はないが、地質調査では1200年ごろの活動で形成。南岳の寄生火山の一つである。
南岳（標高1,040 m）
中岳から約500 m南に位置する。山頂に直径約700 mの火口があり、その内側に二つの小火口（A火口とB火口）を擁する。火口内にはかつて「白水」と呼ばれる池があった。この火口は1955年（昭和30年）以降活発な噴火活動を続けており、山頂火口から半径2 km以内は警戒区域に指定され、立ち入り禁止となっている。南側山腹に安永大噴火の火口、東側山腹には昭和噴火の火口がある。
寄生火山（側火山）
- 湯之平（ゆのひら、標高373 m）: 北岳の西側斜面に位置する溶岩ドーム。御岳の山頂付近を間近に眺めることのできる湯之平展望所がある。
- 春田山（はるたやま、標高408 m）: 湯之平の東側に隣接する溶岩ドーム。中腹に京都大学の火山観測施設（京都大学桜島火山観測所ハルタ山観測坑道）が設置されており、北岳の火道に向かって掘られた180 mのトンネルがある。
- 権現山（ごんげんやま、標高350 m）: 南岳の東側斜面に位置する溶岩ドーム。
- 鍋山（なべやま、標高359 m）: 南岳の東側斜面に位置する火口跡。南側に大正大噴火の火口（東火口）がある。
- 引ノ平（ひきのだいら、標高565 m）: 中岳の西側斜面に位置する溶岩ドーム。北東部に大正大噴火の火口（西火口）がある。かつて引ノ平展望所があった。

### 河川
温暖湿潤な気候でありながら、火山噴出物からなる土壌のため保水性が低く、川はほとんどが涸れ川となっている。1970年代から活発化した火山活動によって多くの木々が枯死して山肌に木々が乏しい上に、御岳山頂付近に降り積もった火山灰は、まとまった降雨があると土石流を引き起こすために、桜島の河川では砂防事業が広範囲に実施されている。特に桜島西斜面にある野尻川は源流の引ノ平山頂付近に至るまで数多くの砂防堰堤が設置されている。

### 集落
明治以前は2万人以上であった島内の人口は、大正大噴火の影響によって9,000人以下に激減。その後も減少が続き、1985年（昭和60年）には約8,500人、2000年（平成12年）には約6,300人、2010年（平成22年）には約5,600人となった。1950年に東側（旧東桜島村）が、2004年に西側（旧桜島町）が鹿児島市と合併し、現在は桜島全てが鹿児島市となっている。町丁別の人口は2015年（平成27年）の国勢調査による。
| 集落名 | 町丁         | 人口 | 位置 | 概要 |
| ------ | ------------ | ---- | ---- | --- |
| 赤水   | 桜島赤水町   | 302  | 南西 | 集落全体が大正溶岩に広く覆われている。西南戦争時は臨時の県庁が置かれた。                                                                                               |
| 横山   | 桜島横山町   | 388  | 西   | 江戸時代は桜島郷の麓であり、大正大噴火までは西桜島村の行政の中心であった。桜島フェリーターミナル・道の駅桜島がある。                                                   |
| 小池   | 桜島小池町   | 387  | 西   | 大正大噴火による溶岩流出により、集落全体が埋没した。 |
| 赤生原 | 桜島赤生原町 | 415  | 北西 | |
| 武     | 桜島武町     | 501  | 北西 | 周辺には火山性土石流（ラハール）によって形成された火山扇状地が広がる。                                                                                                 |
| 藤野   | 桜島藤野町   | 403  | 北   | 大正噴火で溶岩流出により埋没した横山から村役場が移転して以降、西桜島村及び桜島町の行政の中心地となる。現在も鹿児島市役所桜島支所が所在している。                       |
| 西道   | 桜島西道町   | 183  | 北   | |
| 松浦   | 桜島松浦町   | 161  | 北   | |
| 二俣   | 桜島二俣町   | 150  | 北   | |
| 白浜   | 桜島白浜町   | 446  | 北   | 白浜温泉がある。 |
| 高免   | 高免町       | 158  | 北東 | 安永溶岩が海に伸びてできたスズエ鼻と呼ばれる岬がある。 |
| 黒神   | 黒神町       | 123  | 東   | 埋没鳥居で知られる腹五社神社や、昭和溶岩に埋め尽くされてできた地獄河原と呼ばれる溶岩原がある。                                                                         |
| 瀬戸   | 黒神町       | 123  | 東   | かつて桜島と大隅半島とを隔てていた瀬戸海峡に面していた集落。大正溶岩により、島津斉彬時代の薩摩藩造船所跡もろとも埋没した。1950年の鹿児島市編入時に黒神町の一部となる。 |
| 脇     | 有村町       | 14   | 南東 | かつて有村の東側に隣接していた集落。大正噴火による溶岩流出により埋没した。1950年の鹿児島市編入時に有村町の一部となる。                                                 |
| 有村   | 有村町       | 14   | 南   | 大正噴火までは東桜島村の中心地であった。 |
| 古里   | 古里町       | 110  | 南   | 海辺の露天風呂で知られる古里温泉がある。 |
| 東桜島 | 東桜島町     | 423  | 南   | かつては湯之と呼ばれており、東桜島村が鹿児島市に編入された際に改称された。東桜島合同庁舎（旧・鹿児島市役所東桜島支所）所在地                                           |
| 持木   | 持木町       | 106  | 南   | かつて乙野尻や2番野尻と呼ばれていた。1950年の鹿児島市編入時に野尻から分離。                                                                                            |
| 野尻   | 野尻町       | 131  | 南   | 文明溶岩が海に伸びてできた燃崎と呼ばれる岬がある。 |

### 植生
桜島は頻繁に噴火を繰り返してきたため、同程度の標高を有する周辺の山地とは植生が異なっている。山頂付近には植物がなく、標高600メートル (m) 付近からススキなどの草が生え始める。標高が下がるに従ってヤシャブシやノリウツギなどの低木が見られるようになり、クロマツや広葉樹の林へと続いている。山麓付近はクロマツ、タブノキ、アラカシ、シイの林となっており、北部から北西部にかけてはスギやヒノキの人工林も存在する。大正大噴火以前は山頂火口付近までヤシャブシの林があり、中腹まで広葉樹の天然林が広がっていたが、大正大噴火以降は火山ガスによって桜島東側を中心に森林が枯死して表土が失われ、深さ50mを越す谷が無数に刻まれ、山体の崩壊が進行している。島の東西に2つある大正噴火の火口のうち東側の火口は噴火の後に高さ10mほどのクロマツの森林となったが、昭和期に入ってからの噴火活動によってクロマツが枯死して植生が再び失われている。
桜島の溶岩原は形成時において植物やその種子が全く存在しない状態になったため、年月を経て植生が変化する遷移（一次遷移）の様相を呈している。噴出年代の異なる溶岩原にそれぞれ特徴的な植物群が分布しており、植生遷移の経過を一度に観察することができる貴重な場所である。
- 昭和溶岩の植生は地衣類やセンタイ類で始まり、噴火後30年を経てイタドリやススキ、タマシダ、クロマツが生え始め、噴火後45年を経るとハゼノキやノリウツギも見られるようになった。
- 大正溶岩の上にはクロマツが生い茂り、ハゼノキ、ノリウツギに加えてヤシャブシも見られる。
- 安永溶岩の上はクロマツ林からアラカシ、タブノキなどの常緑広葉樹林へ遷移しつつありシャシャンボやシャリンバイも見られる。
- 文明溶岩の上はシイやカシ、ツバキ、タブノキなどを含む照葉樹林となっているが、人工林になっている場所も多い。

## 火山活動史

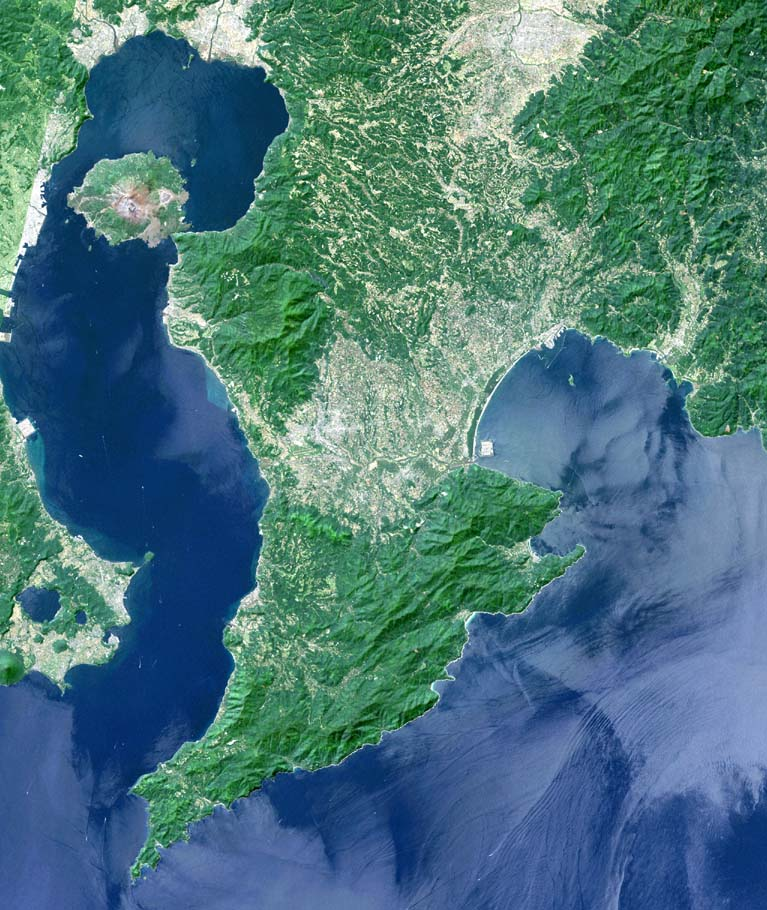
衛星から見た桜島（写真左上部）

桜島西部の横山にある城山（横山城跡）は古い時代に形成された台地であり、少なくとも約11万年前には陸地として存在していたと考えられているが、残りの大部分は姶良火砕噴火以後の後カルデラ火山活動によって形成された。
約3万年前、現在の姶良カルデラを形成した大隅降下軽石と入戸火砕流・姶良Tn火山灰の噴出した破局噴火（姶良火砕噴火）によって現在の鹿児島湾の形が出来上がった（右衛星写真の鹿児島湾奥部、桜島より上の部分に相当）。桜島はこのカルデラ噴火の後に火山活動を開始した後カルデラ火山である。約2.6万年前、姶良カルデラの南縁で火山活動が開始し、安山岩やデイサイト質の溶岩を流出しながら成層火山を形成していった。この活動は2千年ほど続いたのち停止した（古期北岳火山）。1万年ほどの休止期間を置いて、約1.3万年前の桜島-薩摩テフラを噴出した噴火を皮切りに新規北岳火山が活動を開始した。以降プリニー式噴火を繰り返し、山体が更に成長していった。約4500年前から噴出源が南岳とその側火山（中岳や昭和火口）に移行し、ブルカノ式噴火による火山砂の堆積、溶岩流の形成の他、間欠的にプリニー式噴火が発生している。

### 桜島-薩摩テフラ
約1.3万年前に発生した噴火によって噴出したテフラで、火砕物の総体積は11 km3(6.6 DRE km3)に及び、2.6万年前〜現在までにおける桜島火山最大の活動であったとされている。火山爆発指数（VEI）は6。他の桜島火山起源のテフラで火砕物噴出量が2 km3を越えるイベントはないので、桜島-薩摩テフラは他のテフラとくらべ桁違いに大きい。この噴火によって、桜島の周囲10 km以内ではベースサージが到達したほか、現在の鹿児島市付近で2 m以上の火山灰が堆積しており、薩摩硫黄島などでも火山灰が確認されている。

### 有史以降の噴火

新期南岳の活動における溶岩流。なお図中の灰色は950年ごろの太平溶岩、紫色は1200年ごろの中岳噴出時のもの。

30回以上の噴火が記録に残されており、特に文明、安永、大正の3回が大きな噴火であった。『薩藩地理拾遺集』においては708年（和銅元年）、『薩藩名勝考』においては716年（霊亀2年）、『神代皇帝記』においては717年（養老元年）、『麑藩名勝考』や『三国名勝図会』においては718年（養老2年）に桜島が湧出したとの説が紹介されている。現実的にはこの年代に桜島が形成されたとは考えられず、これらの説は桜島付近で起きた噴火活動を指すものとされる。
764年（天平宝字8年）から766年に海底からの噴火があり、『続日本紀』の天平宝字8年12月の箇所に「麑嶋」（鹿児島）における噴火の記述が残る。

| 原文 是月。西方有声。似雷非雷。時当大隅・薩摩両国之堺。煙雲晦冥。奔電去来。七日之後乃天晴。於麑嶋信爾村之海。沙石自聚。化成三嶋。炎気露見。有如冶鋳之為。形勢相連望似四阿之屋。為嶋被埋者。民家六十二区。口八十余人。 | 現代語訳 この月、西方で音があった。雷に似ているが雷ではない。この時、大隅国と薩摩国の境が煙と雲で暗闇となり、雷電が迸った。7日後にようやく雲が去って天が晴れてみると「麑嶋信爾村」の海で砂礫が自然と集まり3つの島になっていた。炎や気が立ち上るありさまは、鍛冶の技のようである。連なる形はあずまやの屋根に似ている。島のために民家62戸が埋まり、80余人が犠牲となった |
| | — 『続日本紀』巻第二十五 |

記述によれば、鹿児島湾海上において大音響や火焔とともに3つの島が生成したとされている。島の詳細な位置は明確になっていないが桜島に関連した火山活動の一つと考えられており、「麑嶋」（鹿児島）が桜島を指しているとする説と、広く薩摩国と大隅国の境界地域を指しているとする説がある。地質学的な調査により小林(1982)は、最初の活動で鍋山が出現し次いで長崎鼻溶岩が流出したとしている。931年ごろ（承平年間）に書かれた『和名類聚抄』において、大隅国囎唹郡に「志摩」（島）という地名が登場する。これが具体的な地域としての桜島を指した最古の文献である。
766年から1468年までの約700年間は歴史記録に記述が残されていないため噴火が無かったと考えられていたが、その後の調査により、950年ごろに大平溶岩を形成する山頂火口からの噴火 や、1200年ごろの活動で中岳が形成されたとする研究がある。

### 文明大噴火
1468年（応仁2年）に噴火したが被害の記録はない。その3年後、1471年（文明3年）9月12日に大噴火(VEI5)が起こり、北岳の北東山腹から溶岩（北側の文明溶岩）が流出し、死者多数の記録がある。2年後の1473年にも噴火があり、続いて1475年（文明7年）8月15日には桜島南西部で噴火が起こり溶岩（南側の文明溶岩）が流出した。さらに翌1476年（文明8年）9月12日には桜島南西部で再び噴火が起こり、死者多数を出し、沖小島と烏島が形成された。
1509年6月2日（永正6年5月15日）、福昌寺の僧天祐が南岳山頂に鎮火を祈願する真鍮の鉾を立てた。この鉾は後に風雨により折損したため、1744年11月27日（延享元年10月24日）に銅の鉾として再建されている。戦国時代において桜島は島津氏の領地となっており、鹿児島湾を挟んで対峙していた肝付氏との争いの最前線として各所に城塞が築かれ兵が配置されていた。1571年12月6日（元亀2年11月20日）には肝付氏、禰寝氏、伊東氏の連合軍が100艘余りの船で桜島の各所を攻撃した。これに対して島津家久は横山、脇、瀬戸などに陣を構えて応戦している。

### 安永大噴火

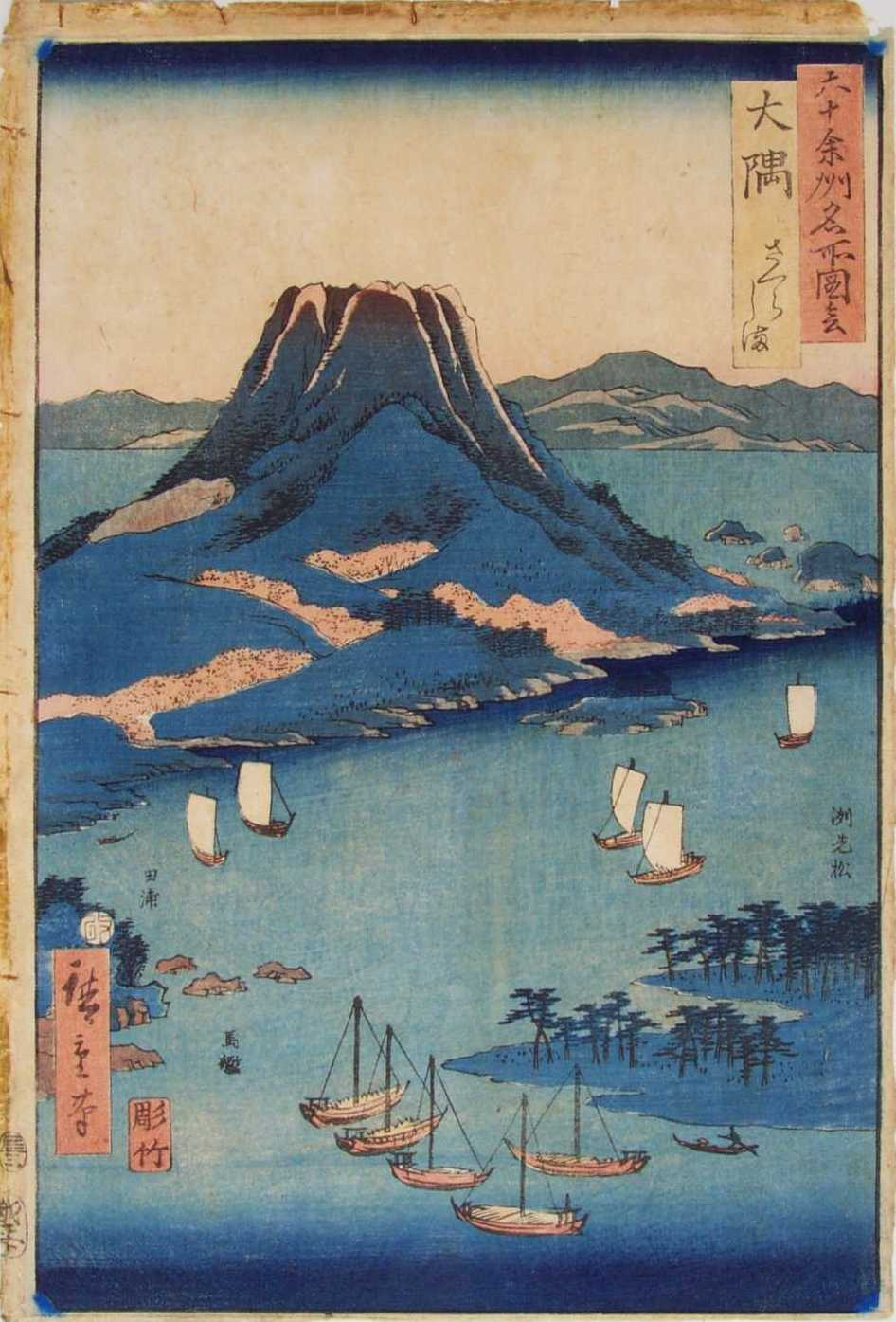
歌川広重『六十余州名所図会 大隅 さくらしま』1853年

1779年11月7日（安永8年9月29日）の夕方から地震が頻発し、翌11月8日（10月1日）の朝から、井戸水が沸き立ったり海面が紫に変色したりするなどの異変が観察された。
正午ごろには南岳山頂付近で白煙が目撃されている。昼過ぎに桜島南部から大噴火が始まり、その直後に桜島北東部からも噴火が始まった。夕方には南側火口付近から火砕流が流れ下った。夕方から翌朝にかけて大量の軽石や火山灰を噴出し、江戸や長崎でも降灰があった。
11月9日（10月2日）には北岳の北東部山腹および南岳の南側山腹から溶岩の流出が始まり、翌11月10日（10月3日）には海岸に達した（安永溶岩）。翌年1780年8月6日（安永9年7月6日）には桜島北東海上で海底噴火が発生、続いて1781年4月11日（安永10年3月18日）にもほぼ同じ場所で海底噴火およびそれに伴う津波が発生し被害が報告されている。一連の海底火山活動によって桜島北東海上に燃島、硫黄島、猪ノ子島など6つの火山島が形成され安永諸島と名付けられた。島々のうちいくつかは間もなく水没したり、隣接する島と結合したりして、『薩藩名勝志』には八番島までが記されているという。死者は150人を超えたが、最も大きい新島（燃島）には1800年（寛政12年）から人が住むようになった。
噴火後に鹿児島湾北部沿岸の海水面が1.5–1.8 m上昇したという記録があり、噴火に伴う地盤の沈降が起きたと考えられている。一連の火山活動による噴出物量は溶岩が約1.7立方km、軽石が約0.4立方kmにのぼった。VEIは4。薩摩藩の報告によると死者153名、農業被害は石高換算で合計2万3千石以上になった。
幕末においては瀬戸に造船所が設置され、日本で最初の蒸気船「雲行丸」（江戸で建造との説あり）が建造された。1863年（文久3年）の薩英戦争では、袴腰（横山）と燃崎に砲台が築かれた。

### 大正大噴火

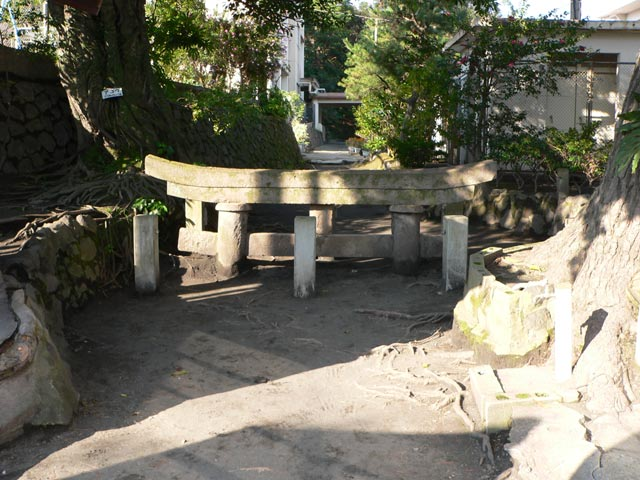
桜島の埋没鳥居。黒神集落のこの鳥居は、1914年噴火で上部をわずかに残し噴石や火山灰に埋もれてしまった（約2m）

1914年（大正3年）1月12日に噴火が始まり、その後約1か月間にわたって頻繁に爆発が繰り返され多量の溶岩が流出した。一連の噴火によって死者58名を出した。流出した溶岩の体積は約1.5 km3、溶岩に覆われた面積は約9.2 km2、溶岩流は桜島の西側および南東側の海上に伸び、それまで海峡（距離最大400m、最深部100m）で隔てられていた桜島と大隅半島とが陸続きになった。
また、火山灰は九州から東北地方に及ぶ各地で観測され、軽石等を含む降下物の体積は約0.6 km3、溶岩を含めた噴出物総量は約2 km3（約32億トン、東京ドーム約1,600個分）に達した。噴火によって桜島の地盤が最大約1.5 m沈降したことが噴火後の水準点測量によって確認された。この現象は桜島北側の海上を中心とした同心円状に広がっており、この中心部の直下、深さ約10 kmの地中にマグマが蓄積されていたことを示している。
定量的な観測に基づく噴火前後の地震調査原簿などの資料は東京の中央気象台に集められていたが、1923年関東大震災で焼失して残っていない。噴火活動の経過などは各地の気象台や測候所に残っていた資料を元に行われたため、精度に欠ける部分があるとされている。

#### 噴火の前兆
1913年（大正2年）6月29日から30日にかけて中伊集院村（現・日置市）を震源として発生した弱い地震が最初の前兆現象であった。11月9日16時以降、桜島島内では数回の有感地震を感じていたとされる。また、同年12月下旬には井戸水の水位が変化したり、火山ガスによる中毒が原因と考えられる死者が出たりするなどの異変が発生した。12月24日には桜島東側海域の生け簀で魚やエビの大量死があり、海水温が上昇しているという指摘もあった。
翌1914年（大正3年）1月に入ると桜島東北部で地面の温度が上昇し、冬期にも拘わらずヘビ、カエル、トカゲなどが活動している様子が目撃されている。1月10日には鹿児島市付近を震源とする弱い地震が発生し、翌日の11日にかけて弱い地震が頻発するようになった。噴火開始まで微小地震が400回以上、弱震が33回観測されている。
1月11日には山頂付近で岩石の崩落に伴う地鳴りが多発し、山腹において薄い白煙が立ちのぼる様子も観察されている。また、海岸の至る所で温水や冷水が湧き出たり、海岸近くの温泉で臭気を発する泥水が湧いたりする現象も報告されている。噴火開始当日の1月12日午前8時から10時にかけて、桜島中腹からキノコ雲状の白煙が湧き出す様子が目撃されている。

#### 噴火の経過
1914年（大正3年）1月12日午前10時5分、桜島西側中腹から黒い噴煙が上がり、その約5分後、大音響と共に大噴火が始まった。

約10分後には桜島南東側中腹からも噴火が始まった。間もなく噴煙は上空3,000 m以上に達し、岩石が高さ約1,000 mまで吹き上げられた。午後になると噴煙は上空10,000 m以上に達し桜島全体が黒雲に覆われた。大音響や空振を伴い断続的に爆発が繰り返された。午後6時30分には噴火に伴うマグニチュード7.1の強い地震が発生し、対岸の鹿児島市内でも石垣や家屋が倒壊するなどの被害があった。
1月13日午前1時ごろ、爆発はピークに達した。噴出した高温の火山弾によって島内各所で火災が発生し、大量の噴石が島内及び海上に降下し、大量の火山灰が風下の大隅半島などに降り積もった。午後5時40分に噴火口から火焔が上っている様子が観察され、午後8時14分には火口から火柱が立ち火砕流が発生し、桜島西北部にあった小池、赤生原、武の各集落がこの火砕流によって全焼した。午後8時30分に火口から溶岩が流出していることが確認された。桜島南東側の火口からも溶岩が流出した。

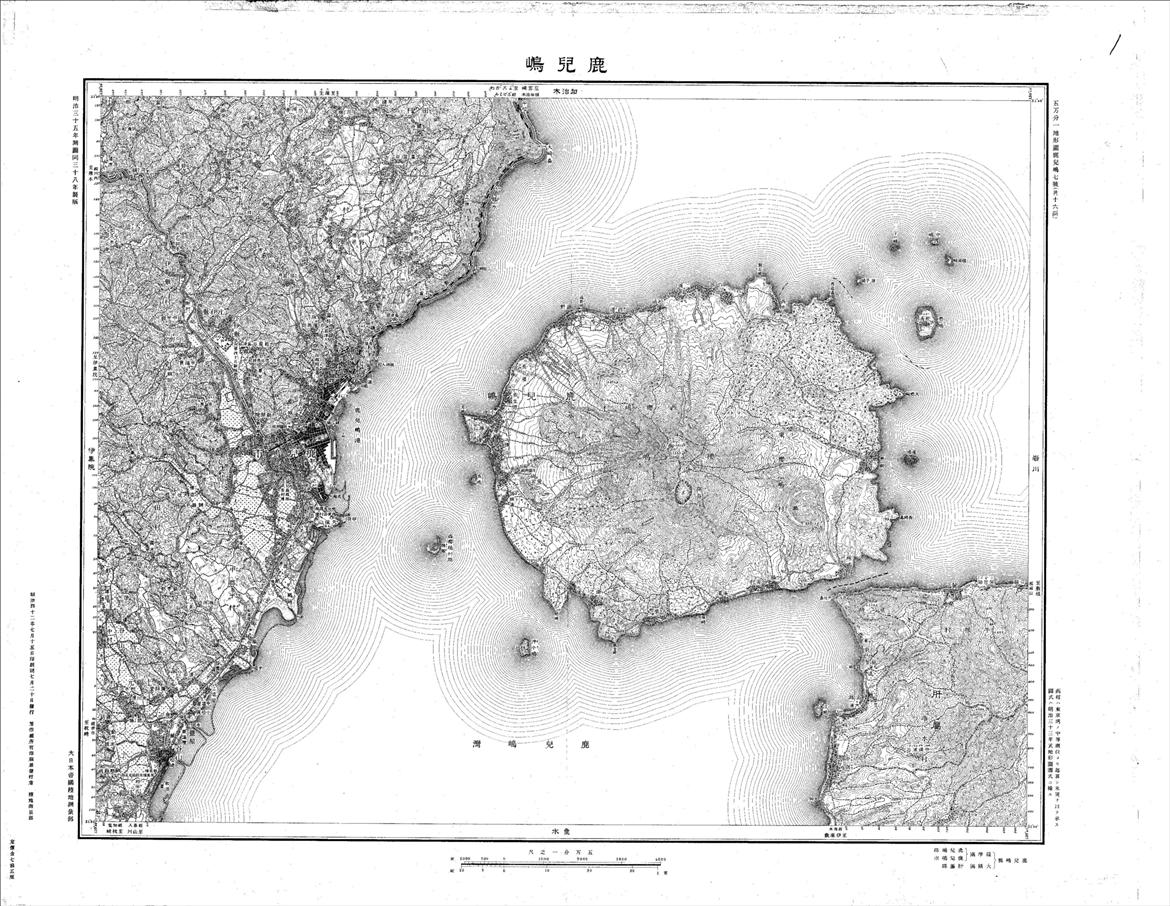
当時島であった、大日本帝國陸軍陸地測量部の地図（測量1902年）

1月15日、赤水と横山の集落が、桜島西側を流下した溶岩に覆われた。この溶岩流は1月16日には海岸に達し、1月18日には当時海上にあった烏島が溶岩に包囲された。一方、桜島南東側の火口から流下した溶岩も海岸に達し、噴火前には72 mもの深さがあった瀬戸海峡も埋め立てられていき、1月29日、桜島が大隅半島と陸続きになった。このとき瀬戸海峡付近の海水温は49℃に達した。溶岩の進行は2月上旬に停止したが、2月中旬には桜島東側の鍋山付近に新たな火口が形成され、溶岩が流出した。1915年（大正4年）3月、有村付近に達した溶岩の末端部において、2次溶岩の流出があった。
噴火活動は1916年（大正5年）にほぼ終息した。この噴火によって直径400 mのほぼ円形の大正火口が残された。

#### 避難の状況
噴火の前兆となる現象が頻発し始めた1月10日夜から、住民の間で不安が広がり、地元の行政関係者が鹿児島測候所（現・鹿児島地方気象台）に問い合わせたところ、地震については震源が吉野付近（鹿児島市北部）であり、白煙については単なる雲であるとし、桜島には異変がなく避難の必要はないとの回答であった。
それでも1月11日になると、避難を始める住民が出始めた。桜島東部の黒神、瀬戸、脇の各集落では地域の青年会が中心となり、女性・子供・老人を優先に、牛根村、垂水村（現・垂水市）方面への避難が進められた。また、桜島北部の西道、松浦においても、青年会が中心となり、鹿児島湾北部の重富村（現・姶良市）、加治木町（現・姶良市）、福山村（現・霧島市）方面への避難が進められた。
一方、鹿児島市街地に近い桜島西部の横山周辺は、測候所の見解を信頼する者が多かったため避難が遅れ、1月12日午前の噴火開始直後から海岸部各所に避難しようとする住民が殺到し大混乱となった。
桜島東側の瀬戸海峡は海面に浮かんだ軽石の層が厚さ1 m以上にもなり、船による避難は困難を極めた。対岸の鹿児島市は、鹿児島湾内に停泊していた船舶を緊急に徴用して救護船としたが間に合わず、東桜島村では、混乱によって海岸から転落する者や、泳いで対岸に渡ろうとして凍死したり溺死したりする者が相次いだ。この教訓から、鹿児島市立東桜島小学校にある桜島爆発記念碑には「住民は理論を信頼せず、異変を見つけたら、未然に避難の用意をすることが肝要である」との記述が残されており、「科学不信の碑」とも呼ばれている。
桜島対岸の鹿児島市内においては1月12日夕刻の地震発生以降、津波襲来や毒ガス発生の流言が広がり、市外へ避難しようとする人々が続出した。鹿児島駅や武駅（現・鹿児島中央駅）には避難を急ぐ人々が集まり騒然となった。市内の混乱は1月17日ごろまで続いた。

#### 救援活動
噴火後の救援活動としては、大日本帝国海軍は、佐世保港に本拠を置く佐世保鎮守府から遭難者救助のために艦艇4隻を派遣。援護隊、防火隊及び通信隊が上陸して救援活動を行った。大日本帝国陸軍は鹿児島郡伊敷村（現在の鹿児島市伊敷地域）に連隊本部を置く歩兵第45連隊及び、宮崎県都城市に連隊本部を置く歩兵第64連隊が鹿児島市内の警備にあたった。また、歩兵第45連隊の衛生兵による救援隊が編成されたほか、営門及び練兵場での炊き出しも行われた。また、鹿児島県は鹿児島湾内に停泊していた船舶を徴発して救援活動を実施し、鹿児島市に避難民を収容する活動を行った。
対岸の薩摩半島にある自治体の対応としては、鹿児島市では皷川町、住吉町、西千石町、下荒田町に炊出所を設置し、興正寺、不断光院、東西本願寺別院及び鹿児島市内の小学校に避難民を収容した。また、鹿児島郡吉野村、西武田村、中郡宇村、伊敷村の各村では青年会や婦人会を動員し、炊出しを行った。また、鹿児島市や谷山町、西武田村、伊敷村に隣接し、武駅から川内線（のちの鹿児島本線）の隣駅である饅頭石駅（のちの上伊集院駅）が所在する上伊集院村（のちの松元町）には桜島地震以後、さらに鹿児島市街地から避難した避難民が饅頭石駅に集結し、青年団及び婦人会を動員し饅頭石駅で炊出しを行ったほか、約2,158名に対して各民家を収容所として依託救護を実施した。
また、日本赤十字社及び鹿児島県関連組織が行った募金活動では、2,528円55銭が集まり、鹿児島県が被災者に対して分配を行った。また、天皇からの御内帑金15万円の外、日本国内の各府県、当時日本領であった朝鮮、台湾及び満州国などでは新聞社を中心として義援金の募金活動が行われた。これらは桜島のほか、牛根村、百引村、市成村、垂水村、高隈村、西志布志村、恒吉村、月野村の被災者に交付された。

#### 噴火の影響・被害
噴火によって降り積もった火山灰は、火砕流に襲われた赤生原付近や風下にあたった黒神と大隅半島の一部で最大1.5 m以上、桜島の他の地域でも、30センチメートル (cm) 以上の深さに達した。
桜島島内の多くの農地が被害を受け、ミカン、ビワ、モモ、麦、大根などの農作物は、ほぼ全滅した。耕作が困難となった農地も多く、噴火以前は2万人以上であった島民の約3分の2が島外へ移住した。移住先は種子島、大隅半島、宮崎県を中心とした日本各地に移住した。 また、溶岩流によって東桜島村の有村、脇、瀬戸及び西桜島村の横山、小池、赤水の各集落が埋没した。西桜島村の横山に所在していた西桜島村役場はこの溶岩流により埋没したため、仮の役場を西道に置き後に藤野へ移転した。
災害復興のために、桜島と鹿児島市街地を結ぶ定期航路を望む声が上がり、1934年（昭和9年）11月19日に当時の西桜島村が村営定期船の運航を開始した。その後の桜島フェリーである。

### 昭和噴火
大正大噴火が終息した後約20年間は穏やかな状態となっていたが、1935年（昭和10年）9月、南岳東側山腹に新たな火口が形成され約1ヶ月間断続的に噴火を繰り返すようになった。1939年（昭和14年）10月の噴火において鍋山の上方海抜約800mに新噴火口が形成され 小規模な熱雲（火砕流）が観察されている。
1946年（昭和21年）1月から爆発が頻発するようになり、同年3月9日に火口から溶岩の流下が始まった。大正大噴火とは異なり、噴火前後の有感地震はほとんどなかった。
3月11日夜から連続的に噴火するようになり、対岸の加治木町や国分町（後の霧島市国分）から火柱が観察されている。大量の火山灰を噴出し、牛根村（後の垂水市牛根）では、3 cmの厚さに降り積もった。火山灰の影響で、同年5月に持木・野尻地区で洪水が度々発生している。
溶岩流は鍋山付近で南北に分流し、北側は黒神地区の集落を埋めつつ、4月5日に海岸に達した。南側は有村地区を通過し、5月21日に海岸に達した。死者1名、火山噴出物総量は約1億立方mであった。この噴火は同年11月ごろに終息したが、その後も散発的に噴火が起きている。

### 1955年 - 2006年－南岳山頂火口活動期

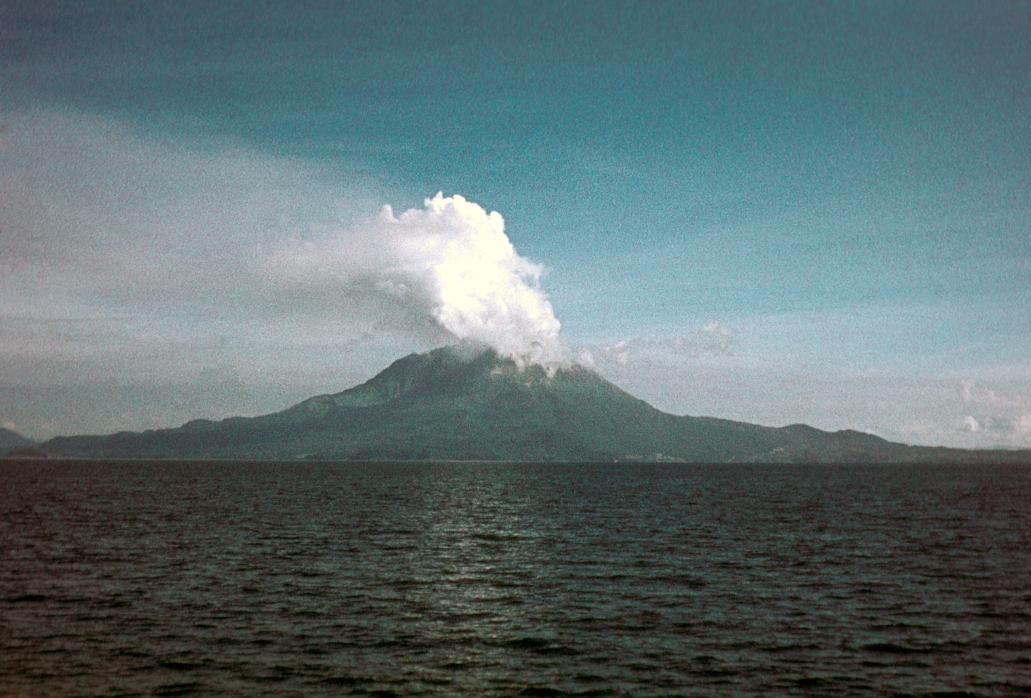
桜島の噴煙（1974年）

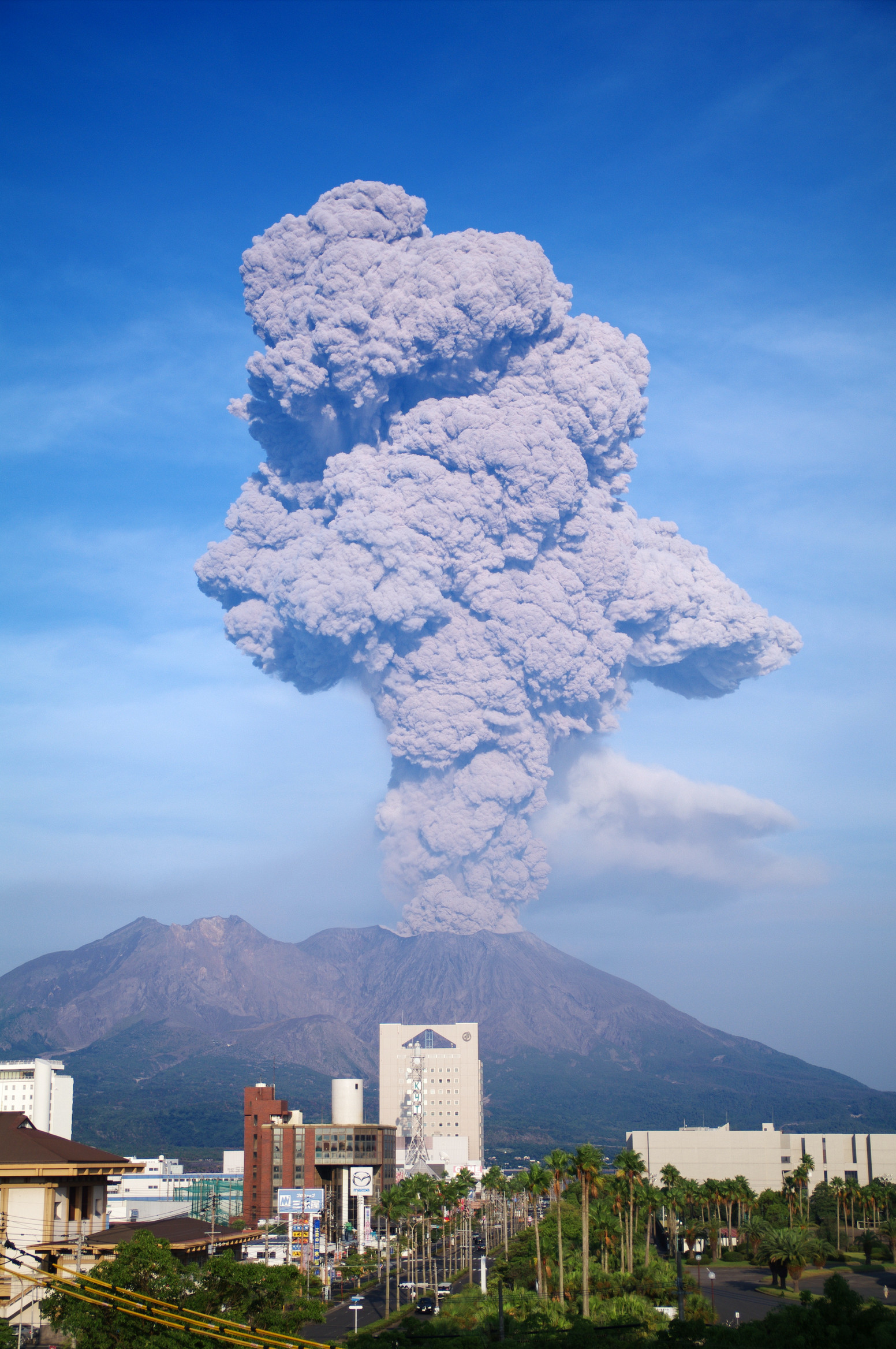
南岳噴火（2009年10月）

1954年12月末ごろから火山性地震が増加し、1955年（昭和30年）10月に南岳山頂火口で大量の噴石を噴出する爆発と強烈な空震を伴う噴火があり、死者1名、負傷者11名を出した。これ以降、南岳山頂付近は立ち入り禁止となった。以後の噴火はそのほとんどが南岳山頂火口で起きている。噴火活動の再開を受けて1960年（昭和35年）に桜島火山観測所が開設された。1967年（昭和42年）8月の噴火において火砕流が発生するなど活発な噴火活動も見られたが、1960年を境にして爆発回数は減少に転じ、1969年（昭和44年）ごろに収束した。
1970年代に入ると再び噴火活動が活発となり、1972年（昭和47年）9月13日から始まり 10月2日午後10時19分に南岳山頂でやや大きな爆発噴火が発生した。噴出した高温の噴石によって多数の山火事が発生した。この噴火が契機となり1973年に活動火山対策特別措置法が制定され、避難施設の整備、農林漁業被害への補助、降灰除去事業、土石流対策の砂防工事、火山観測や研究などの対策が強化されることになった。1973年（昭和48年）以降、年間数十回から数百回程度の爆発を繰り返し日常的に降灰が続いた。昼間でも薄暗くなることもあった。1974年（昭和49年）5月、1976年11月、1979年11月の噴火では火砕流が発生している。1974年6月17日には第1古里川の砂防工事現場において降雨によって流れ出た火山灰によって土石流が発生して作業員2名が死亡し、1名が行方不明となった。同年8月9日にも野尻川の砂防工事現場において土石流が発生し作業員とその家族を含め5名が死亡した。
1985年（昭和60年）年間474回の爆発を観測。爆発に伴う空振は福岡県飯塚市でも観測された。火山灰の年間降灰量は鹿児島地方気象台で1平方mあたり約16kgに達した。桜島島内では空振による住宅の窓ガラス破損や噴石による自動車の窓ガラス破損が多発し、鹿児島湾を挟んだ対岸の鹿児島市市街地においても降灰によって様々な被害が発生した。送電線を支えるがいしの絶縁不良による停電、道路においては降り積もった火山灰によるスリップ事故、鉄道においては架線の障害や線路のポイント故障による列車の遅れや運休、踏切の誤動作による交通事故、航空機においては操縦室の窓ガラスに傷が付く被害も報告された。同年の火山灰による農作物の被害は約72億円に達した。翌1986年（昭和61年）11月23日には桜島古里地区の「ふるさと観光ホテル」に直径約2 m、重量約5トンの噴石が落下して建物の屋根と床を突き破り、宿泊客と従業員の合わせて6名が負傷するという最大級の火山災害も発生した。1990年代に入ると爆発回数は減少傾向を示し、2003年（平成15年）から2006年（平成18年）にかけての爆発回数は年間十数回程度にまで減少した。

### 2006年 - 2017年 昭和火口活動期
2006年6月4日に昭和噴火の火口跡付近において小規模な噴火が発生、以降、昭和火口が中心となって爆発の回数が再び増加へ転じた。2009年以降の活動の活発化傾向は特に著しく、観測所において爆発的噴火と記録された噴火は2009年548回、2010年896回、2011年996回、2012年は885回と、これまで観測された記録の上位4位までを占める形となっている。また、2012年1月には月初来の噴火回数で、2011年9月に記録した月間最多記録141回をわずか22日にして更新し、最終的には172回の記録を残した。そして、その4ヶ月後の同2012年5月に1955年の観測開始以降、最速で年間記録500回を記録している。この、2006年から2012年の間において、従来の記録を大きく上回る爆発的噴火の影響により、昭和火口の大きさが2006年11月時点よりも約2.5倍の大きさに広がった。
2010年には、1914年の大正大噴火で下がった地盤1.5 mのうち9割が回復したとされた。これは桜島のすぐ北の鹿児島湾地下約10 kmにあると考えられているマグマ溜まりから毎年0.01 km3の供給があるとためだと考えられており、万一、噴火のフェイズが溶岩流の流出を伴うものへと移行した場合、大正噴火時に噴出した溶岩量と同程度の噴出が発生する可能性が懸念された。2020年には大正噴火以前のレベルにまで回復するとの研究が2013年に発表されている。
2011年12月2日18時51分に、1955年の観測開始からの爆発的噴火の回数が通算1万回を記録した。その19分後には1万1回目の噴火を起こした。
2013年8月18日16時31分、昭和火口で爆発的な噴火が発生。噴煙の高さは2006年からの昭和火口の活動が再開して以来最も高い5000 mまで達した。また、この噴火に伴い九州全土に伝播する周期5秒以上の長周期地震波が基盤的地震観測網 (Hi-net, F-net) で観測された。火砕流も約1kmにわたって観測された。なお同年9月にも上空4000mに達する噴煙を伴う噴火が起きており、翌10月の火山噴火予知連絡会では北海道大学により火道角礫が確認された事が報告され火道が拡大している可能性も指摘されている。
2015年8月15日、午前7時ごろから桜島南岳直下約2.5km付近を震央とする火山性地震が急増すると同時に、昭和火口付近を中心に東西に5～10cm相対的に離れる地殻変動が観測された。この観測結果から気象庁は同日午前10時15分、桜島の噴火警戒レベルを4に引き上げた。しかしその後噴火は発生せず、17日後の9月1日に警戒レベルは3に引き下げられた。このイベントはマグマ貫入による矩形開口断層の活動と推定されており、マグマが火道に到達しなかったため噴火には至らなかったと考えられている。

### 2016年以降－南岳山頂火口活動期
昭和火口は2016年8月から2018年4月頃にかけて活動が沈静化し、南岳山頂火口の活動が再び活発となっている。
2020年6月4日午前2時59分に南岳山頂火口で起きた噴火では、1955年10月の観測開始以降で最高高度の、火口から7850-9570mの噴煙を観測した。この噴火では火口から南南西に3km地点で、火山弾による直径6m・深さ2mのクレーターが形成されており、噴火警戒レベル5相当のイベントであったことが指摘されている。
2022年7月24日20時05分に、南岳山頂火口で爆発的な噴火が発生し、噴石が火口から2.5km付近まで飛散した。この噴火を受けて、気象庁は同日20時50分に噴火警戒レベルをこれまでのレベル3から最も高いレベル5の「避難」に引き上げた。桜島に噴火警戒レベル5が発令されるのは初めてのことで、国内での噴火警戒レベル5発令は、2015年に発生した口永良部島の噴火以来のことである。桜島では同年7月18日ごろから、山体の膨張を示す地殻変動が観測されており、周辺地域では警戒が呼びかけられていた。また、この噴火を受けて日本政府は官邸対策室を設けた。噴火から3日後の7月27日に噴火警戒レベルは3に引き下げられた。

## 桜島の地質学・考古学的知見
桜島は比較的新しい時代において頻繁に噴火を繰り返してきたため、噴出物が積み重なった土層は考古学における鍵層として利用される。桜島を起源とする土層として17層が確認されており、新しい順にP1からP17の記号で表される。特にP13およびP14は上野原遺跡の年代測定において重要な役割を果たした。比較的新しい噴火による噴出物はボラと呼ばれ、主として大隅半島に分布している。
- 桜島を起源とする土層の一覧
  - P1（Sz-Ts）： 大正ボラ。1914年（大正3年）の大正大噴火による噴出物。
  - P2（Sz-An）： 安永ボラ。1779年（安永8年）の安永大噴火による噴出物。
  - P3（Sz-Bm）： 1471年（文明3年）の文明大噴火による噴出物。
  - P4： 764年（天平宝字8年）の噴火による噴出物と考えられている。
  - P5： 約5600年前 (?) の噴火による噴出物。
  - P6： 約3800年前 (?) の噴火による噴出物。
  - P7： 約5000年前の噴火による噴出物。
  - P8： 約6500年前の噴火による噴出物。
  - P9： 約7500年前の噴火による噴出物。
  - P10： 約7700年前の噴火による噴出物。
  - P11： 約8000年前の噴火による噴出物。
  - P12： 約9000年前の噴火による噴出物。
  - P13： 約10600年前の噴火による噴出物。
  - P14（Sz-S）： 約12800年前、北岳の噴火による噴出物。桜島サツマ火山灰と呼ばれ、半径約80 kmの範囲に分布する。
  - P15： 約24000年前の噴火による噴出物。
  - P16： 約25000年前の噴火による噴出物。
  - P17： 約26000年前の噴火による噴出物。

桜島のマグマは地下100 km以上の深部から供給されている。マグマはまず鹿児島湾の姶良カルデラ中央の地下10 kmの巨大なマグマ溜まりに供給された後に、火口直下5 kmにあるマグマ溜まりに移動して噴火に至っているとされている。各マグマ溜まりの容積は噴火によって多少の変動があるが、噴火があってもマグマの増加分を消化できておらず、マグマ溜まりは増大傾向にある。

## 桜島の名称
桜島は古代において「鹿児島」と呼ばれていたとの説があるが確証はない。1334年（建武元年）ごろの記録では「向島」と呼ばれており、「桜島」の名称が記録に現れるのは1476年（文明8年）以降である。その後しばらくの間、「向島」と「桜島」の名称が併存していたが、1698年（元禄11年）に薩摩藩の通達によって桜島の名称に統一された。「向島」の名称は、東西南北どの方向から眺めてもこちらを向いているように見えることに由来する。
「桜島」の名称の由来については諸説ある。
1. 島内に木花咲耶姫命を祀る五社大明神があり島を咲耶島と呼んでいたが、いつしか転訛して桜島となった（『麑藩名勝考』『三国名勝図会』）[74]。
2. 10世紀中頃に大隅守を務めた桜島忠信の名に由来する（『麑藩名勝考』）[74]。
3. 噴火により海面に一葉の桜の花が浮かんで桜島ができたという伝説に由来する（『麑藩名勝考』）[74]。

## 産業と生活

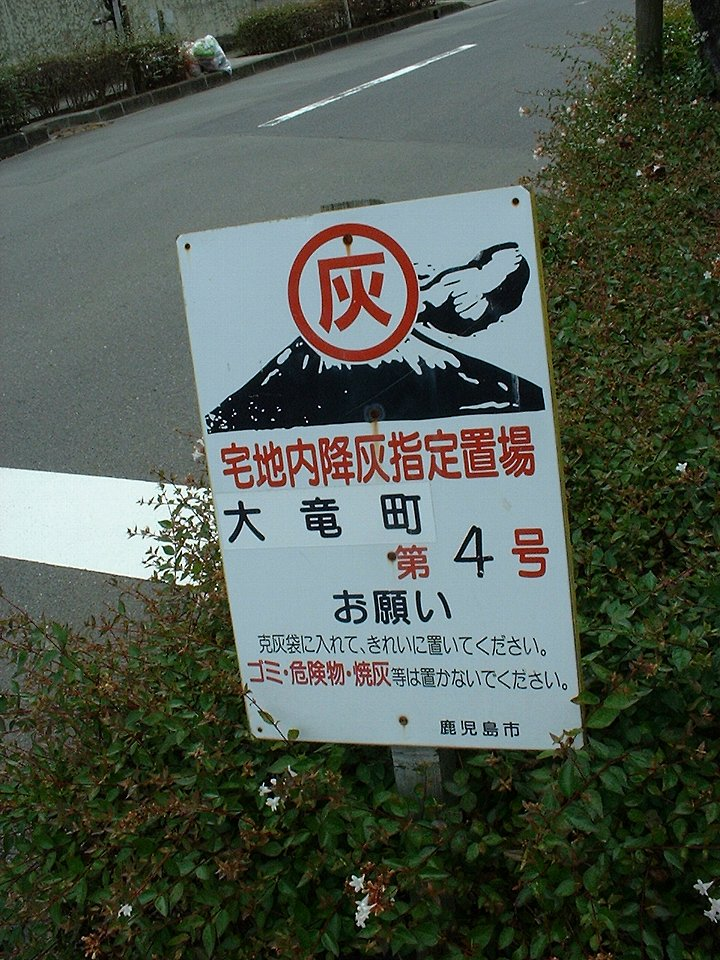
鹿児島市内の降灰置場

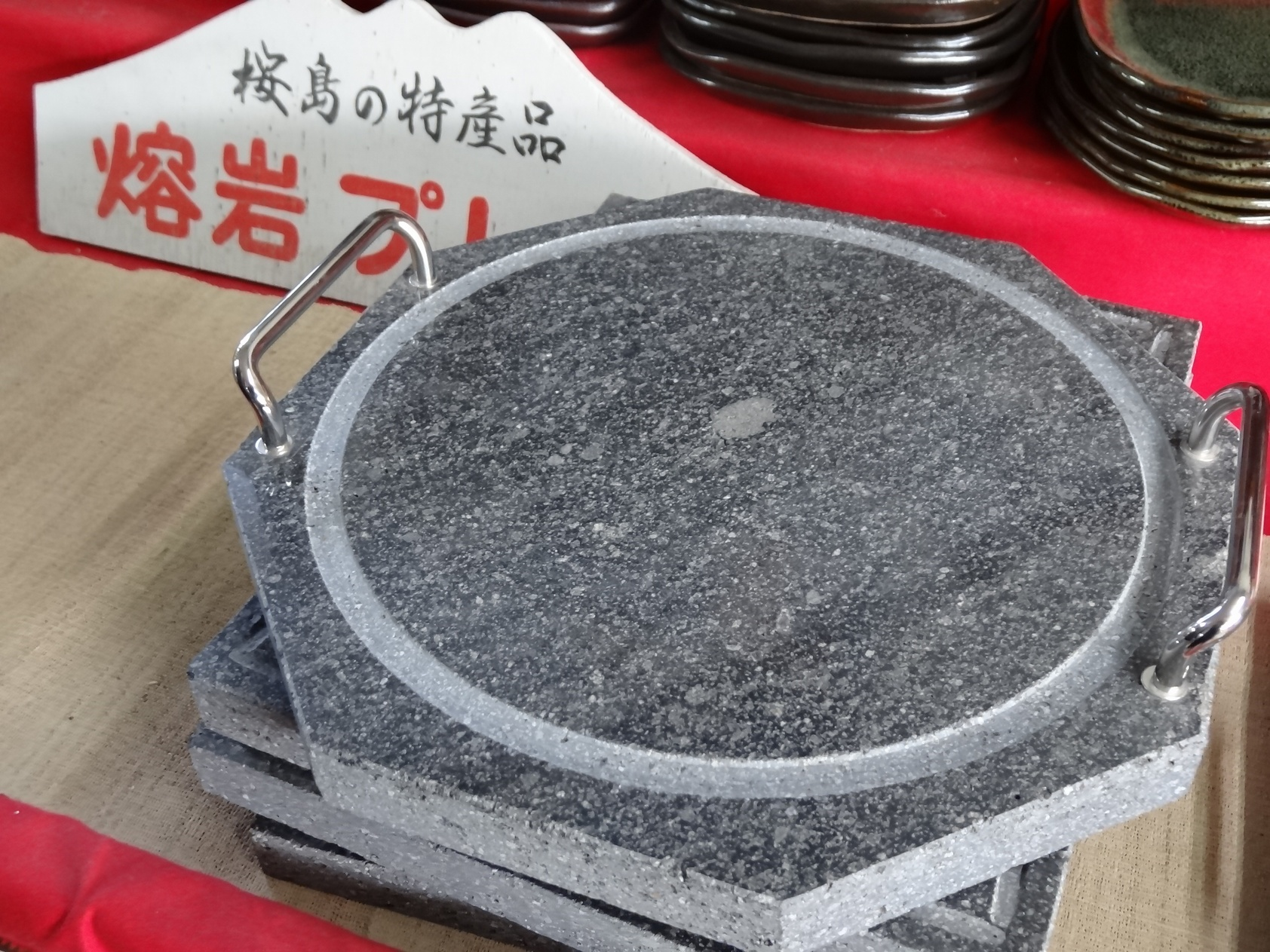
溶岩プレート

全島が火山噴出物で構成されているため、生育に適する農作物は限られている。特産品として、かぶらを大きくしたような世界一大きい大根「桜島大根」と、世界一小さなみかん「桜島小みかん」、そしてビワが有名である。
土産物として、桜島の溶岩を利用した焼肉プレートが販売されている。また、小瓶に詰めた火山灰が売られている。
風によって火山灰が運ばれるため、近隣住民にとって風向きの情報は重要であり、1983年（昭和58年）9月1日から電話による天気予報（177）で桜島上空の風向きに関する情報提供が始まった。その後、鹿児島県内のテレビ・ラジオ放送の天気予報においても、桜島上空の風向きの情報が流されるようになった。
鹿児島市では市街地を中心に、多くの学校のプールには降灰時にも使用できるよう、カーテン状の可動式の屋根が設置されている（好天時は屋根を開けて使用）。ただし、しばらくの間降灰が小康状態だったことと、老朽化したことにより、撤去された学校もある。プールの底に溜まった灰を除去するためのスイーパーもあった。プールの中に沈めると自動で動き、灰を除去した。また、校舎には降灰時でも舎内の換気ができるよう、廊下側の窓にフィルターが取り付けられており、教室内の換気扇には、室外側に、降灰の逆流を防止するカバーがついている。
大隅半島など降灰量の多い地域には、雨樋の無い家屋が散見される。灰が雨樋に詰まり、雨水を吸収して固まると用を成さなくなるため、初めから設置していない。
降灰時は霧の中のようになり、視界が数十メートルになる場合があり、自動車の場合ライトが必須になる。また、火山灰がフロントガラスに付着するが、ワイパーを作動させる速度を考慮しないと、ガラスに傷がつく場合がある。また、特に降雨時の降灰の際は早めに、場合によってはウィンドウォッシャー併用で動かさないと危険な場合がある。墓にも灰よけの屋根がつけられたものがある。
一定以上の降灰が確認されると、役所から家庭に克灰袋（こくはいぶくろ）が配布される。家庭では降灰を克灰袋に入れ、降灰指定置き場に置くと、役所が回収する。掃除などで集められた火山灰を廃棄する場合は、専用の袋に入れて指定場所に置かなければならない（下写真参照）。

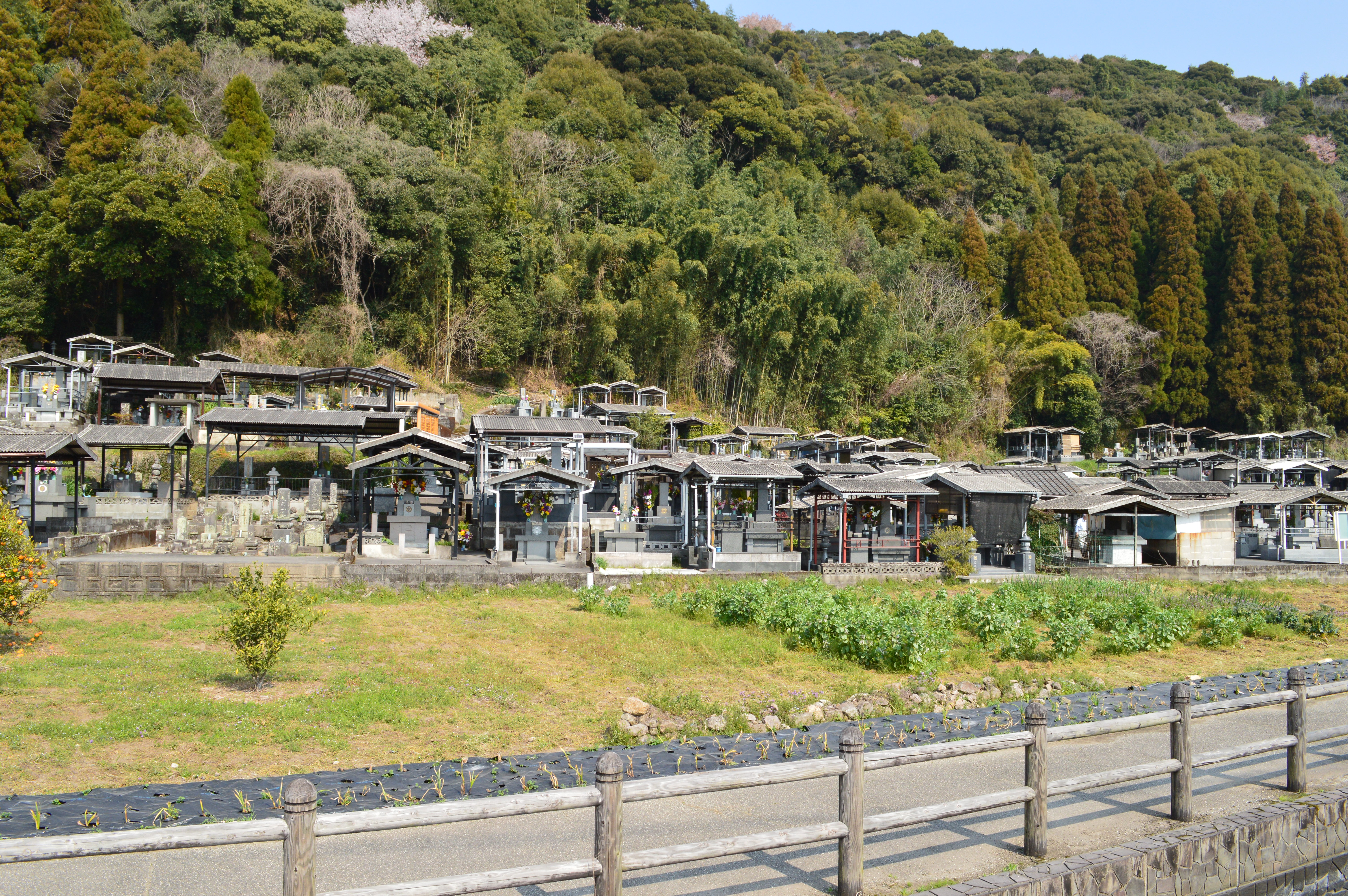
霧島市内の墓地（屋根を伴う）
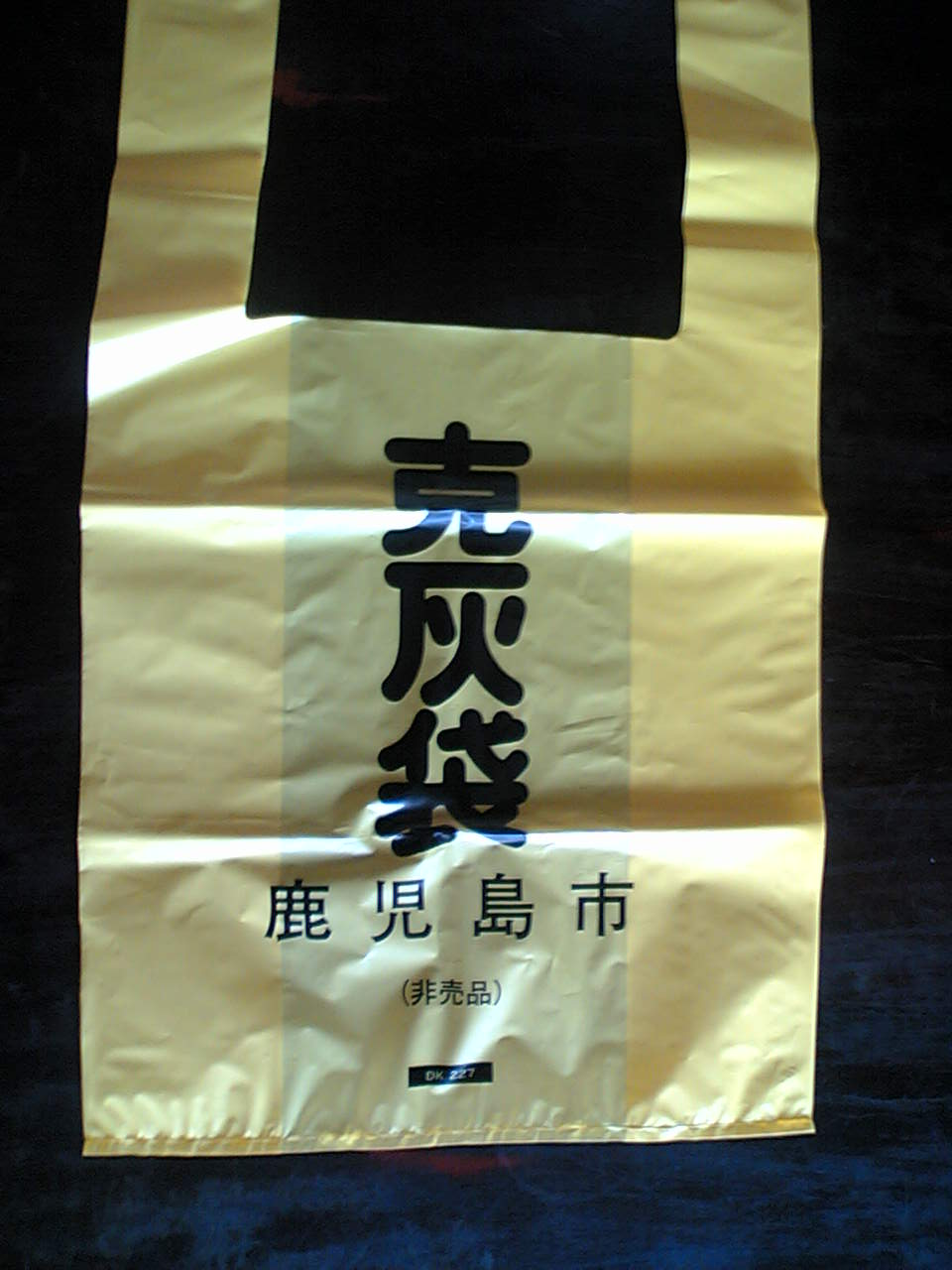
現在の克灰袋
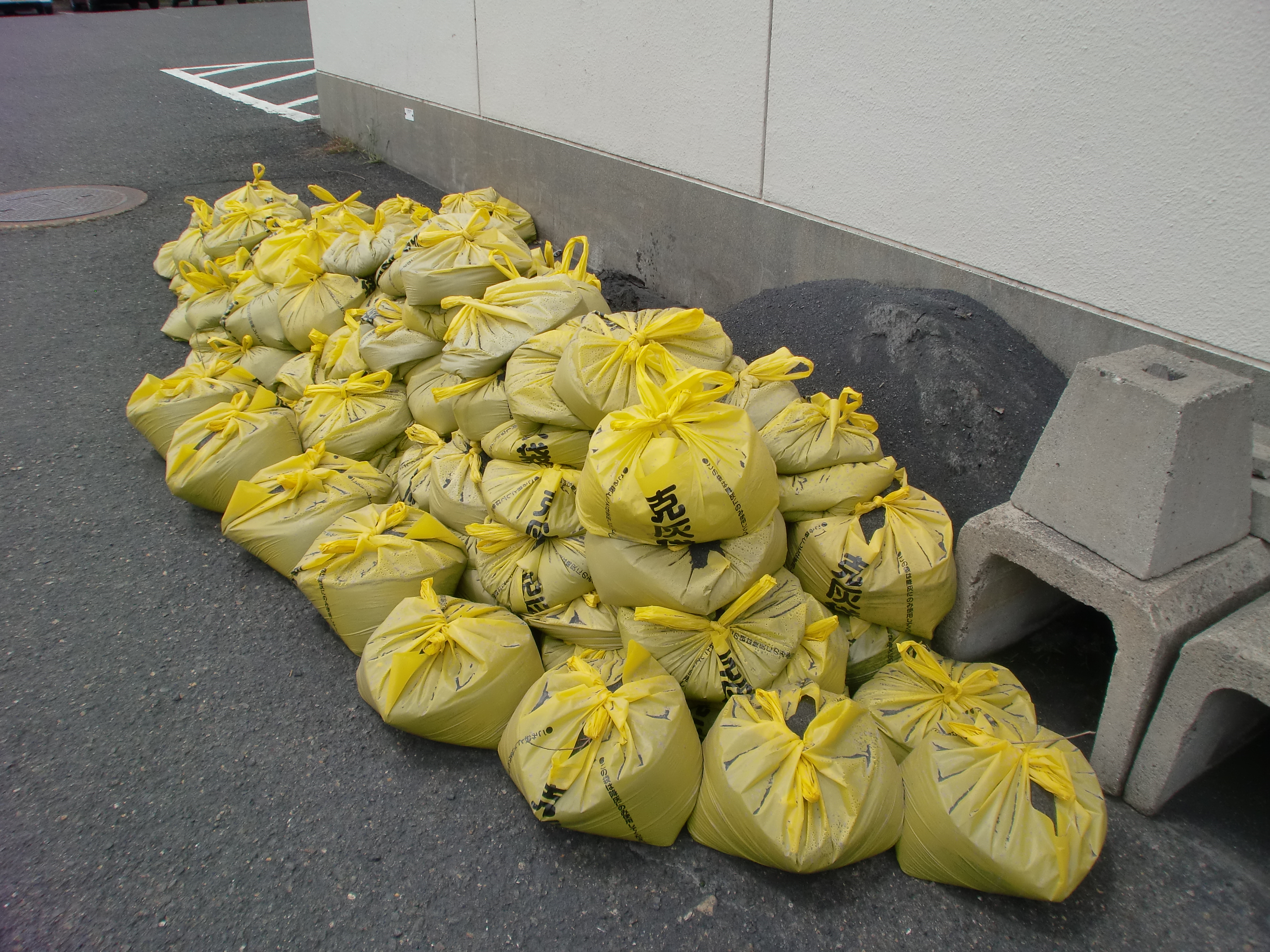
山積みにされた克灰袋

## 観光
桜島を訪れる観光客は年間200万人とされる。火口から3.5kmにある「湯之平展望所」が自家用車で登れる火口に最も近い展望スポットである。かつては「湯之平展望所」から更に山頂方面に登った「引之平展望所」（火口から2kmの距離、標高563m）まで観光道路で登ることができた。しかし昭和35年に大きな噴石が飛来するようになり危険が増したために「引之平展望所」への車道が閉鎖され、現在は徒歩でのみ「引之平展望台」に行くことが出来る（火山警報にもよる）。「引之平展望所」から先は常時立ち入り禁止（南岳から半径2km）であるが引之平山頂には登山することは可能である。その他の観光スポットとしては溶岩原を望む「有村溶岩展望所」や「黒神ビュースポット」が知られる。また島内の野尻町には火山活動に関する資料を集めた「桜島国際火山砂防センター」が開設されている。
鹿児島湾を挟んで北東対岸の霧島市福山町には「惣陣が丘展望所」（標高483m）がある。冬季に夕日が桜島の稜線に沈む瞬間が、宝石にたとえて「ダイヤモンド桜島」と呼ばれている。

## 交通

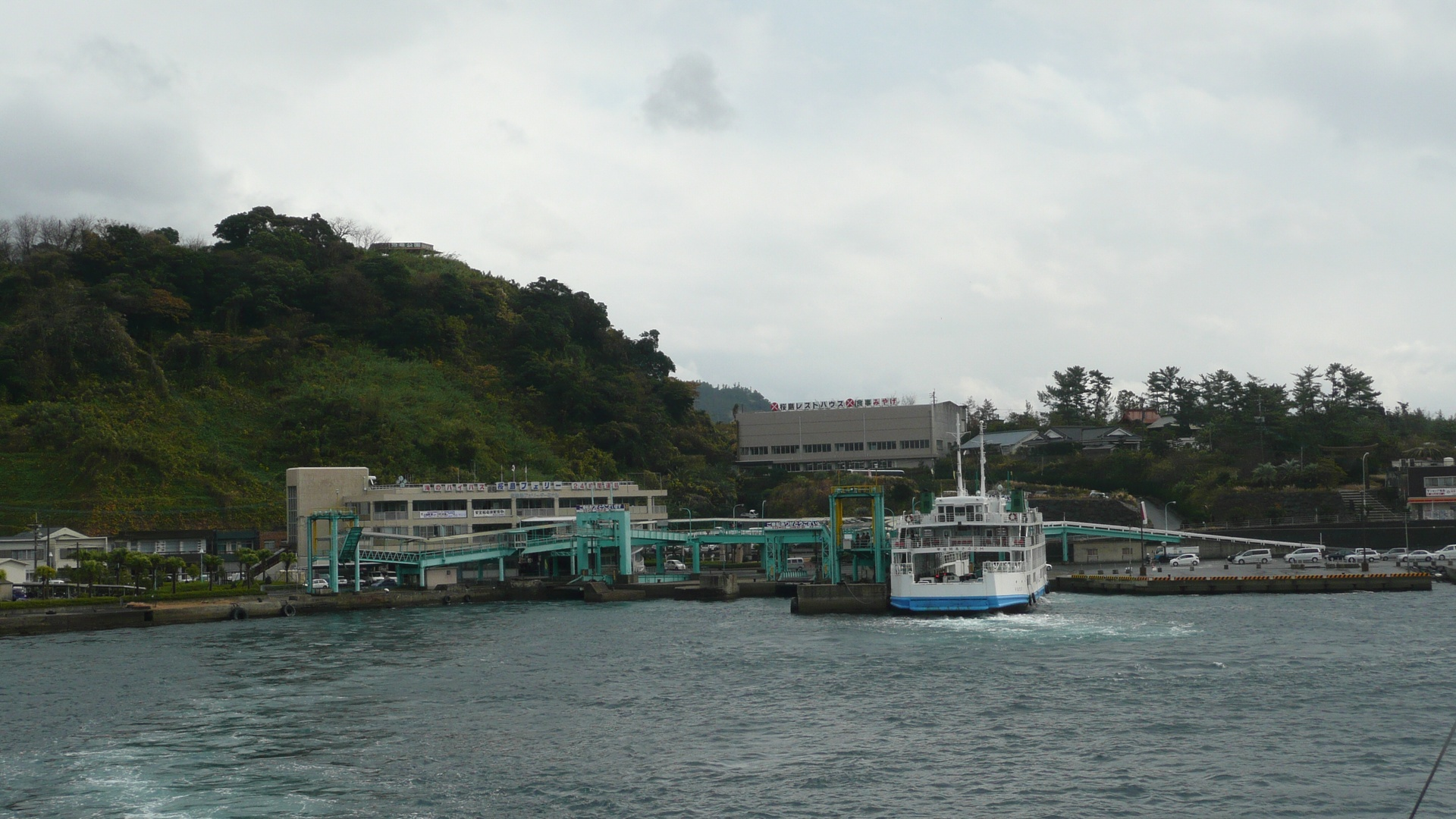
桜島フェリー（桜島港）

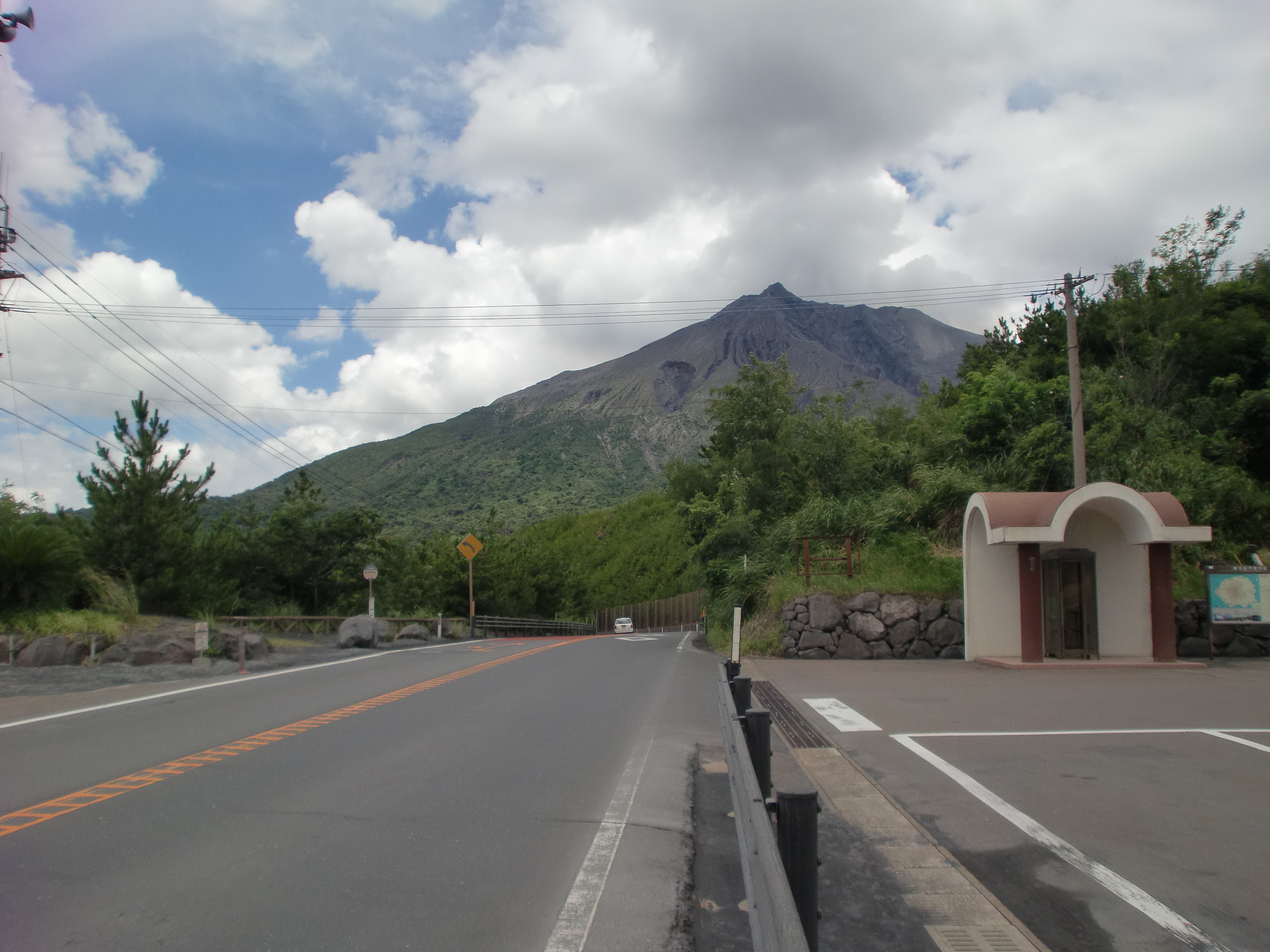
国道224号と桜島（御岳）

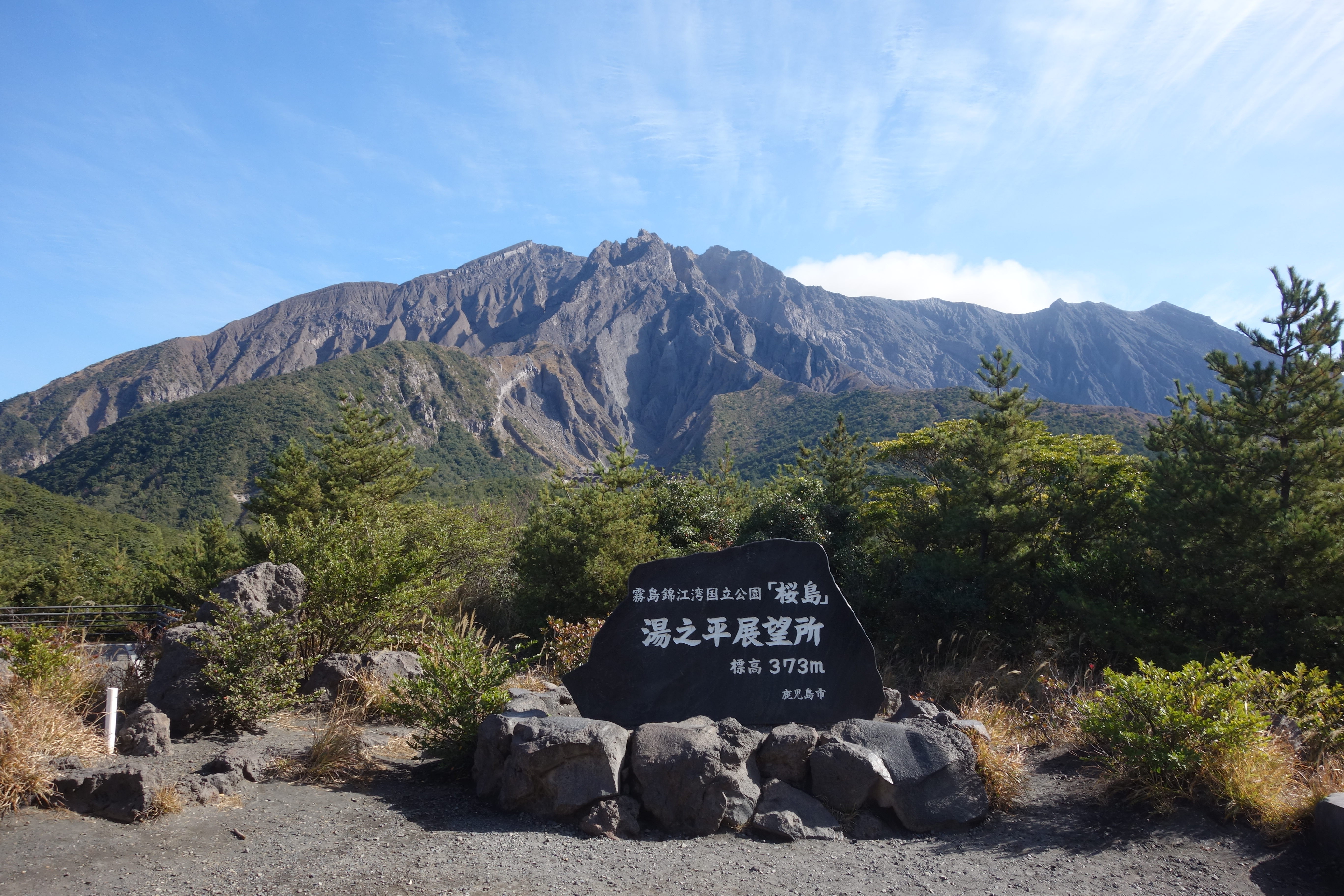
湯之平展望台

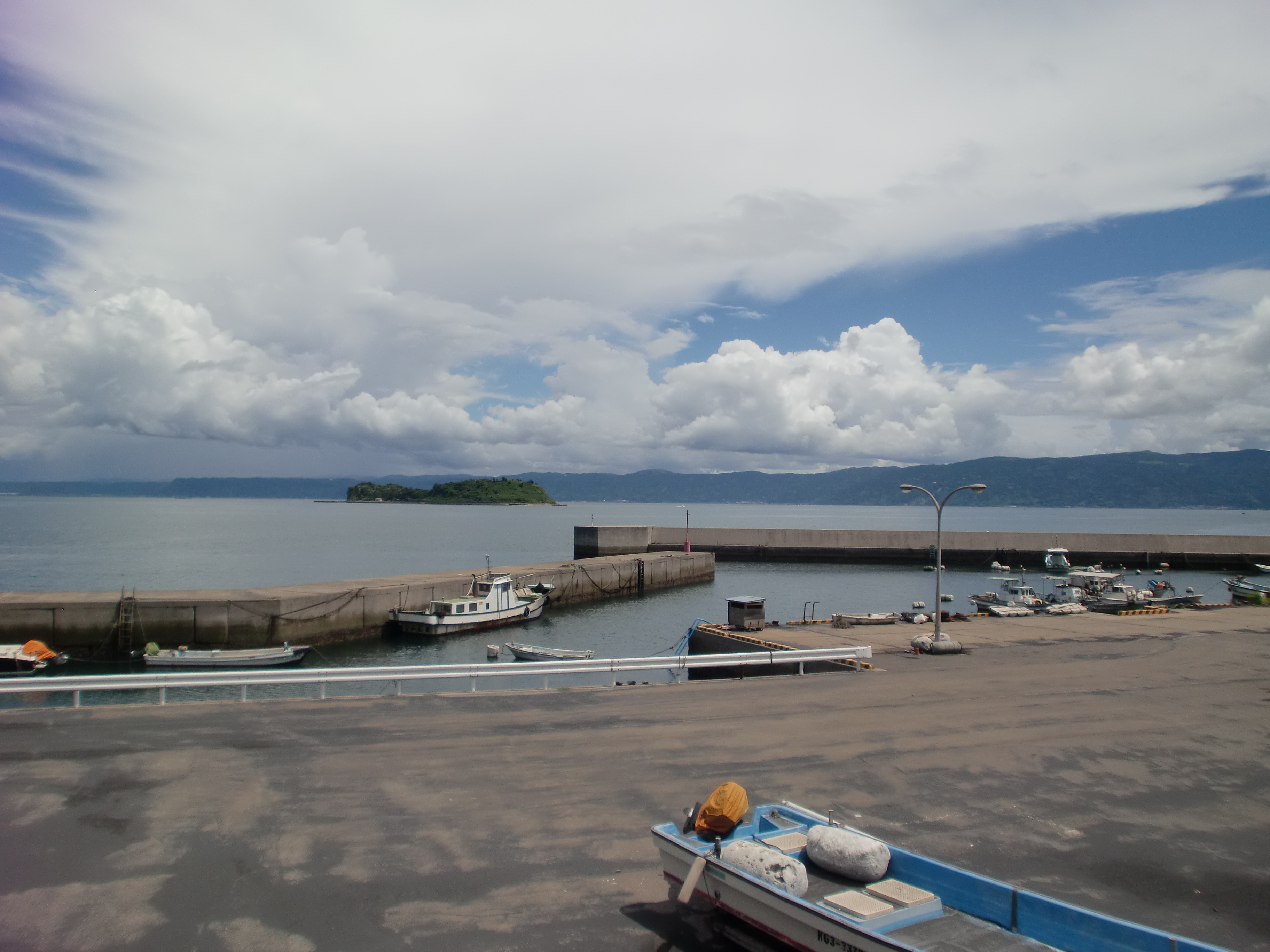
行政連絡船で結ばれている浦之前港と新島

桜島へのアクセス
桜島と鹿児島市街地との間は24時間運航の鹿児島市営桜島フェリーによって結ばれている。大隅半島側の垂水市や霧島市との間には路線バスが運行されている。鹿児島市でありながら鹿児島市中心部とは海で隔てられているため、2000年ごろに桜島大橋（仮称）が計画された。しかしながら、着工等の日取り等全く未定であり、頓挫している状態であったが、2010年に鹿児島県が「錦江湾（鹿児島湾）横断交通ネットワーク」についての基礎調査結果を発表し、「鹿児島 - 桜島」を中心に調査を進める予定である。

### 道路
国道224号
垂水市との境界上にある桜島口から桜島の南側を通り、桜島港（路線としての終点は薩摩半島側の鹿児島市山下町）に至る国道。
鹿児島県道26号桜島港黒神線
桜島港から桜島の北側を通り、桜島口に至る鹿児島県道。
桜島展望道路
桜島の西斜面4合目、湯の平展望台（海抜373 m）と麓の桜島赤水町・桜島小池町とを結ぶ延長約10 kmの市道。南岳の険しい山肌を間近に眺めながら登っていく山岳道路で、錦江湾や鹿児島市街地も展望できる。路面に火山灰がうっすらと積層していることも多く、桜島の噴火警戒レベルによっては湯之平展望台周辺が立ち入り禁止となることがある。

### 路線バス
- 国分駅 -（路線バス）- 桜島口
- 鹿児島空港 -（路線バス）- 桜島口
- 島内の交通
  - 路線バス
    - 桜島港 - 桜島口（南回り）
    - 赤水 - 桜島港 - 白浜、白浜 - 黒神口（北回り） ※黒神口 - 桜島口は徒歩約5分

  - 島内の観光名所を巡回する定期観光バスが運行されている。

### 航路
- 桜島フェリー - 鹿児島港と桜島港を結ぶフェリー。
- しんじま丸 - 高免町の浦之前港と新島の新島港を結ぶ行政連絡船。

## 防災
気象庁から「常時観測火山」に指定されており、24時間体勢で観測が続けられている。

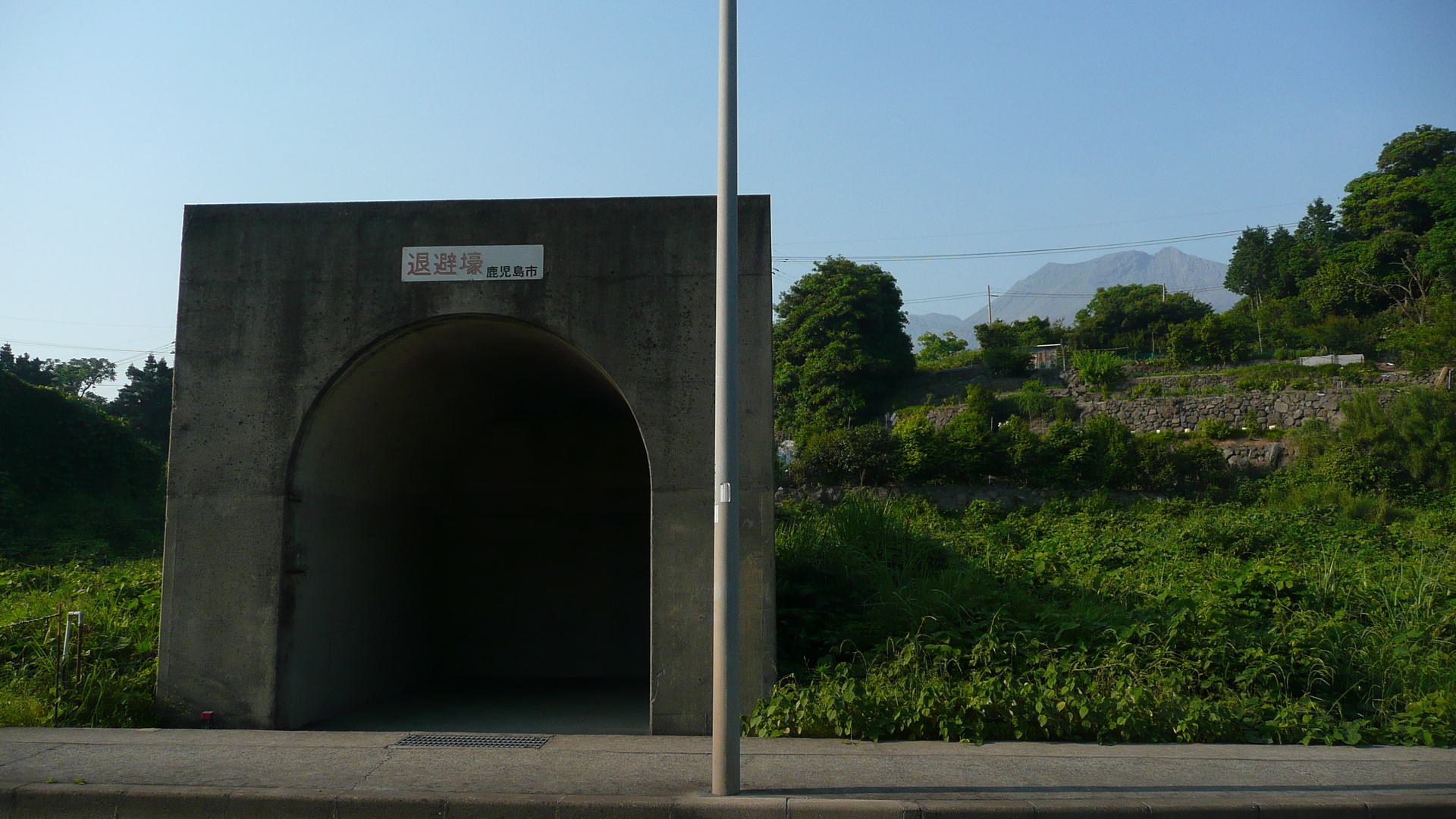
避難壕の例

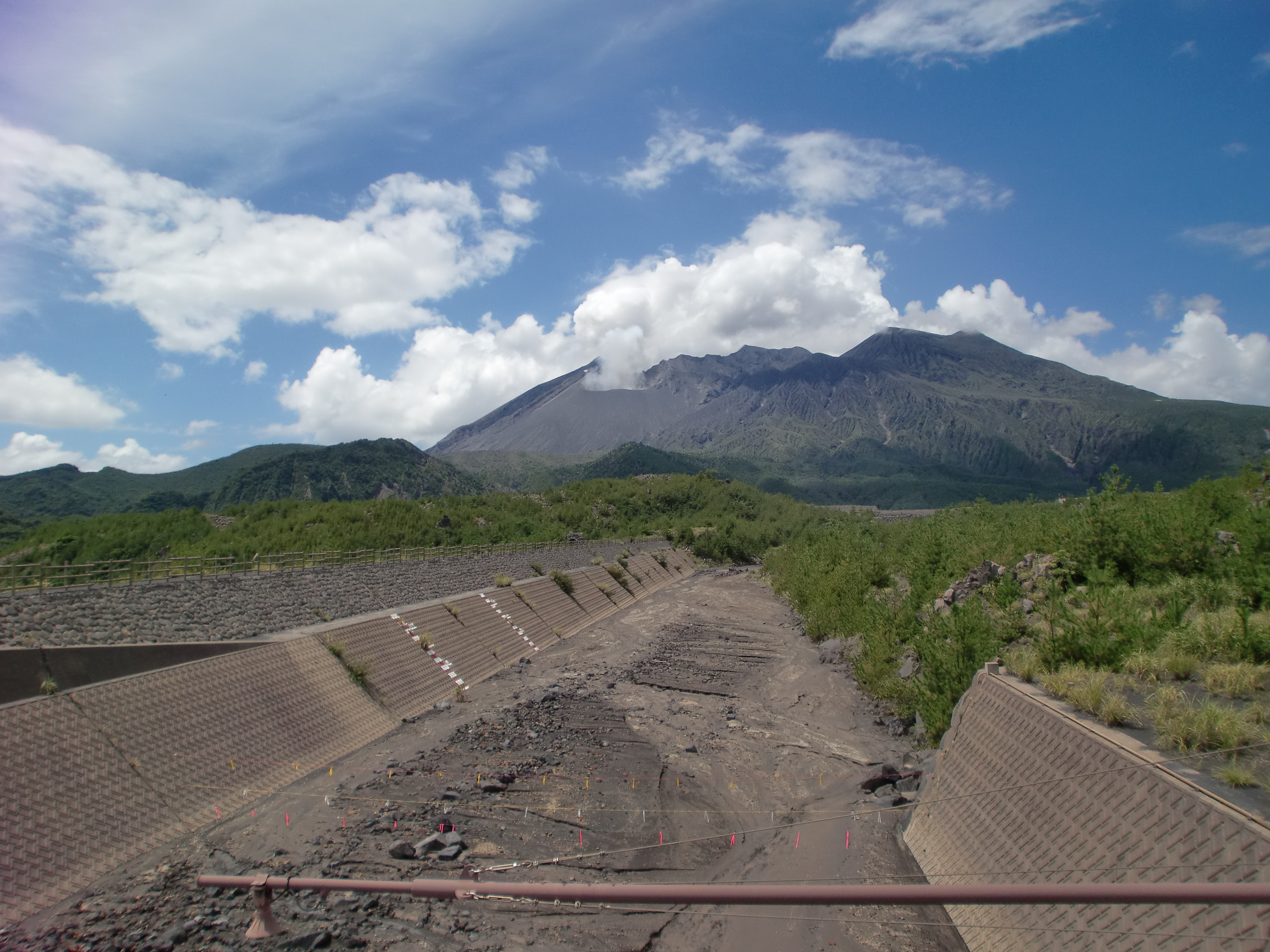
桜島の河川（黒神川）

噴火警戒レベル
桜島は現在も活発な活動を続けており、状況の変化に応じた噴火警戒レベルが設定されている。最新の警戒レベルについては気象庁のウェブサイトで確認することができる。
最新の画像
気象庁のウェブサイトで最新の静止画像を確認することができる。
避難訓練
大正大噴火発生日に因んだ毎年1月12日に桜島の噴火を想定した桜島からの避難訓練が行われている。この訓練には桜島フェリー等の船舶や海上保安庁の巡視船艇による海上脱出訓練等が含まれている。
噴石対策
主要な幹線道路沿いに噴石よけの避難壕が設置されている。桜島島内配備の消防車両のうち、東桜島支所管内の消防団積載車には全車屋根の上に噴石よけの金網が張られウインドーガラスには庇が取り付けられている。鹿児島市消防局配置の車両にも同様の装備がある。鹿児島市消防局管内では桜島配置の分遣隊（出張所）のみ防災車として四輪駆動車が配置されている。
土石流対策
平常時において桜島島内の河川はほとんど水が流れていないが、大雨が降ると土石流が度々発生して国道を遮断している。そのため主要な河川には土石流センサー（ワイヤー式とレーザー式）と監視カメラが設置され常時監視されている。センサー作動時には自動的にゲートが降りて通行止めになる。
山体崩壊による津波
1792年に発生した島原大変肥後迷惑と同じ様な事態が想定されている。鹿児島大学柿沼のシミュレーションによれば、特定の条件下において「桜島西岸から1 m沖の地点における津波高さが最大で10 m強」との想定がある。

## 主な出来事（噴火関連を除く）
- 1974年8月9日 - 集中豪雨の中、野尻川の砂防ダム工事現場に鉄砲水（土石流）が流下。小学生1人を含む5人が流されて死亡[84]。

## ギャラリー

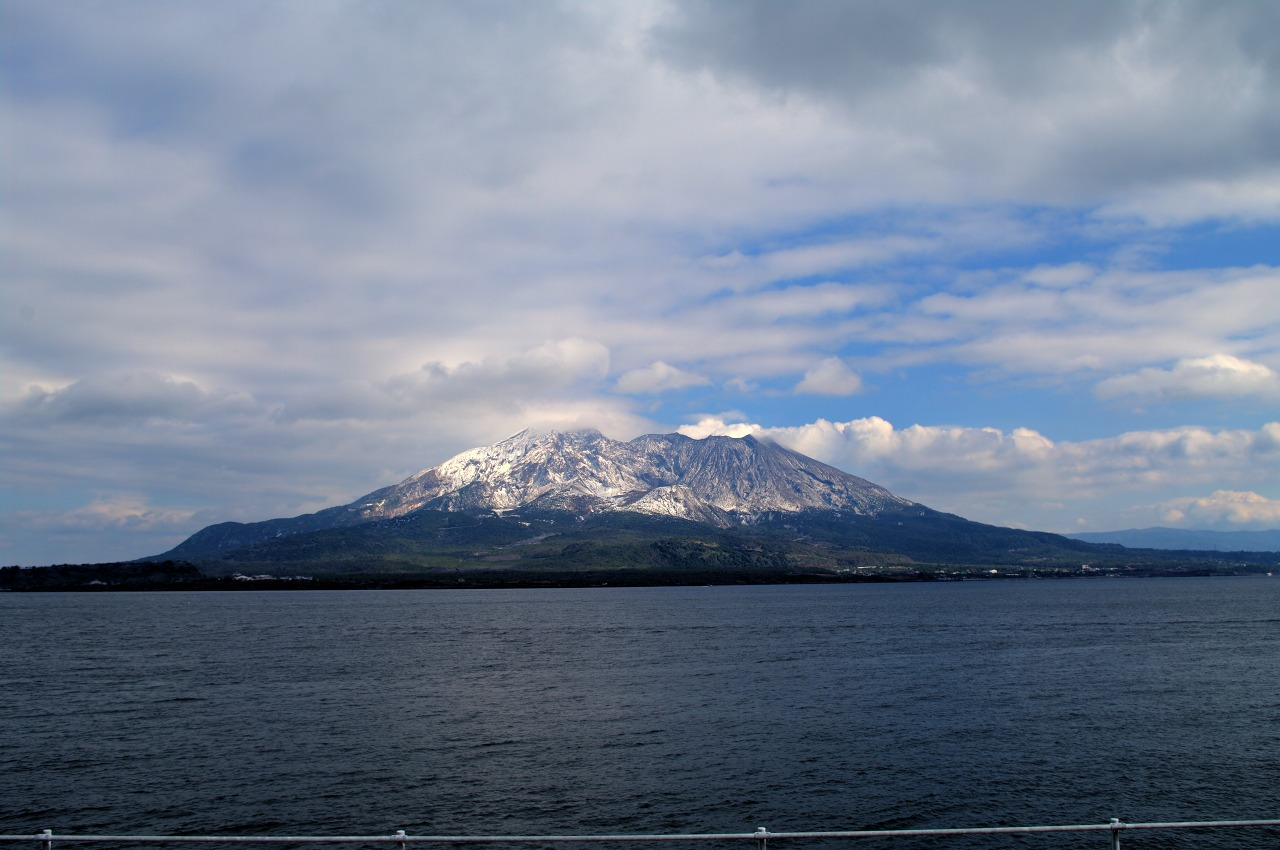
冠雪した桜島（2010年）
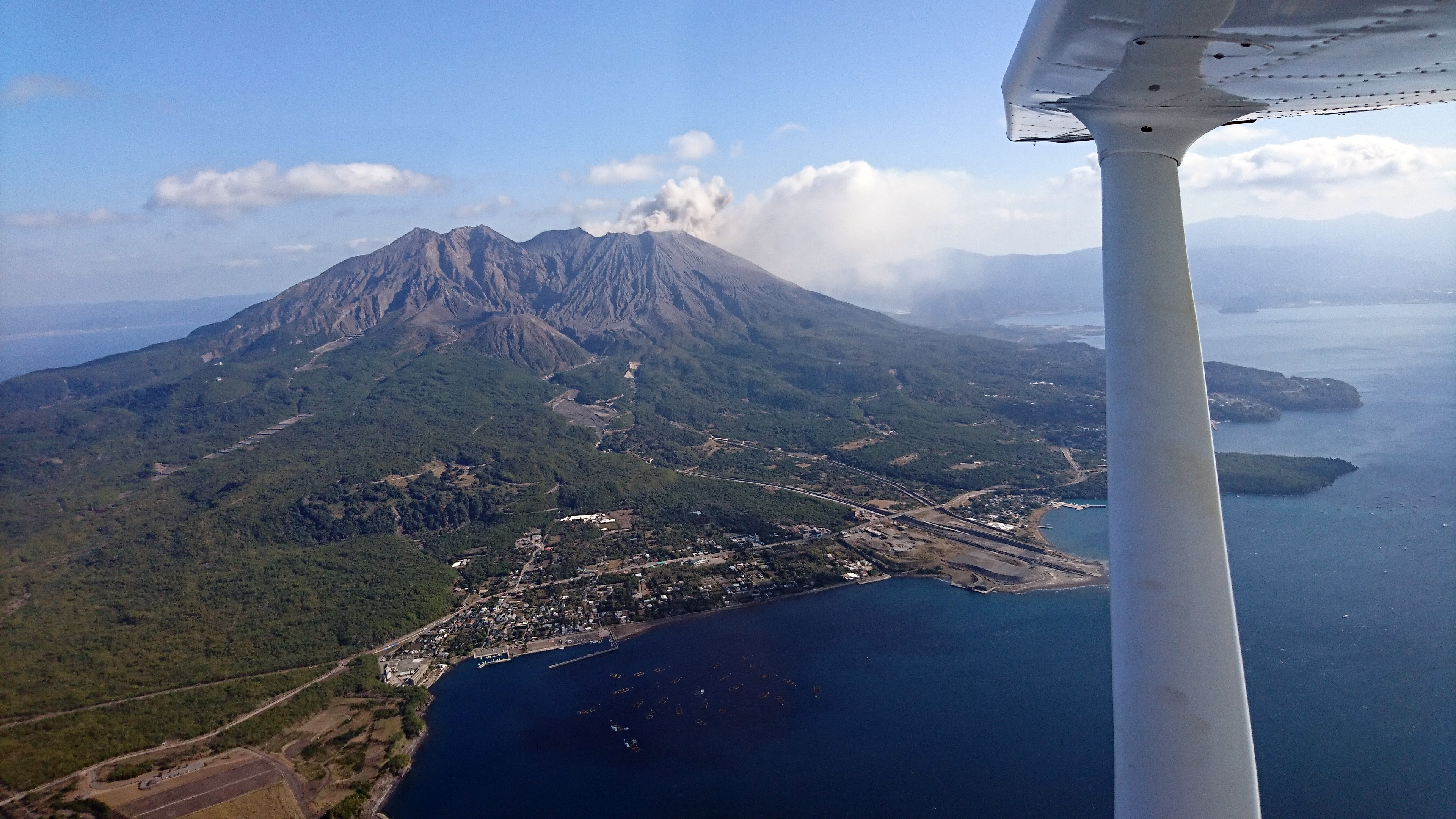
上空から見た桜島（2020年）
鹿児島県章。薩摩半島と大隅半島が図案化されており、中央の赤い丸が桜島を表している。
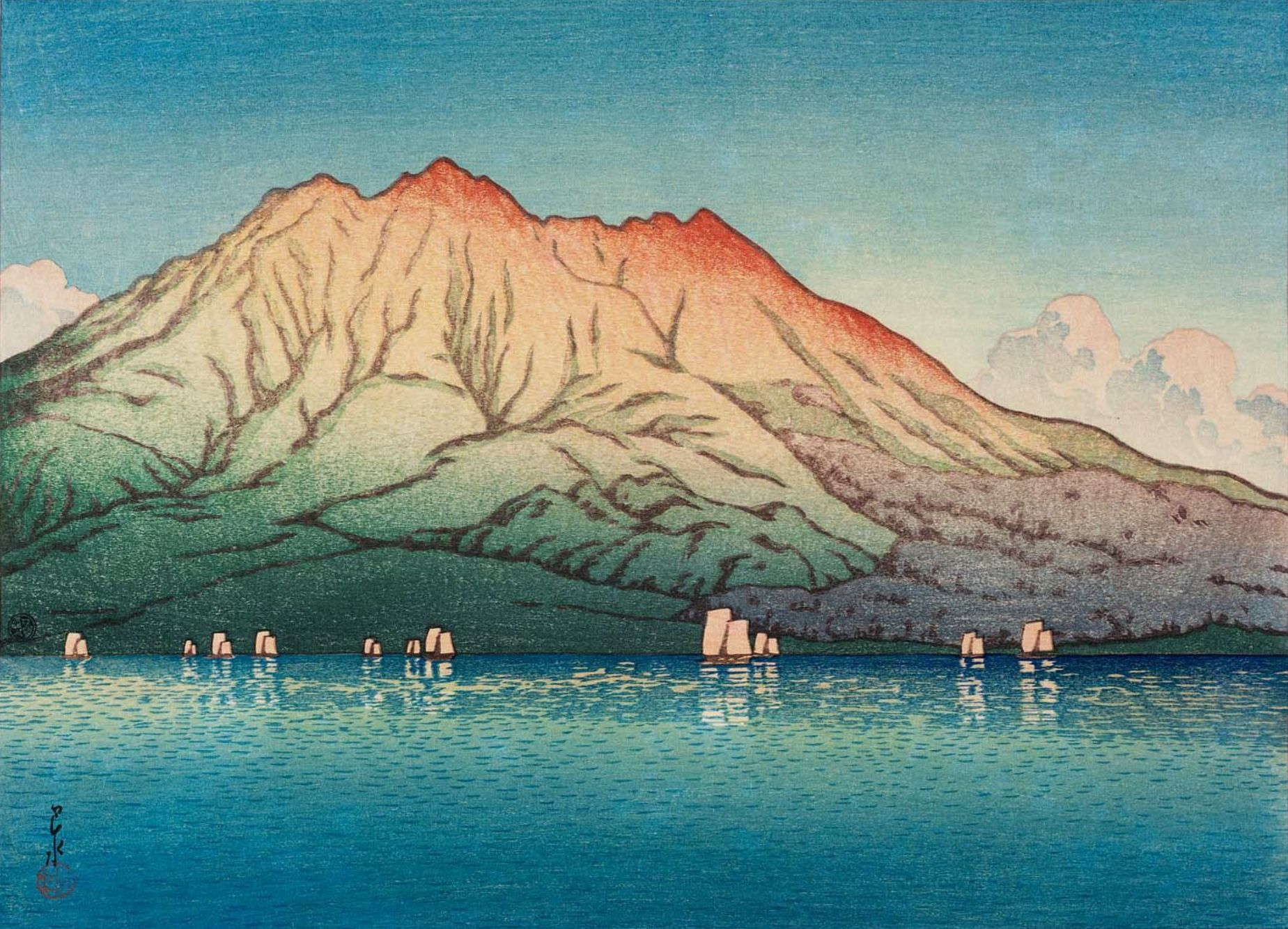
川瀬巴水「日本風景選集」より『鹿児島 桜しま』